# Jalisco
Jalisco oficialmente Estado Libre y Soberano de Jalisco es uno de los treinta y un estados que, junto con la Ciudad de México, conforman México. Su municipio más poblado es Zapopan y su capital y ciudad más poblada es Guadalajara. Está dividido en ciento veinticinco municipios. 
Jalisco está ubicado en la región oeste del país, limitando al norte con Nayarit, Zacatecas y Aguascalientes, al noreste con San Luis Potosí, al este con Guanajuato, al sur con Michoacán y Colima, y al oeste con el océano Pacífico.
Con 8 348 151 habitantes en 2020, es la tercera entidad federativa más poblada —por detrás del Estado de México y la Ciudad de México— y, con 78 588 km², la séptima más extensa, por detrás de Chihuahua, Sonora, Coahuila, Durango, Oaxaca y Tamaulipas. Fue fundado el 16 de junio de 1823.
Estuvo constituido como la provincia del reino de Nueva Galicia entre 1575 y 1786; posteriormente, como Intendencia de Guadalajara (1786-1821), y, finalmente, como estado o departamento.
Forma parte de la macrorregión Centro Occidente de México. Varios de los elementos culturales considerados mundialmente por ser «característicamente mexicanos» tienen su origen en Jalisco, como los mariachis, el tequila y los jaripeos.
El clima en el estado va de cálido subhúmedo a semiseco templado, destacando el semicálido subhúmedo con lluvias en verano. Junto con toda la región bajío, es de los estados con mayor desarrollo y crecimiento económico, comercial y cultural.
La zona metropolitana de Guadalajara tiene una población total de más de 5 270 000 habitantes (2021), compuesta por los municipios de Guadalajara, Zapopan, Tlaquepaque, Tonalá, Tlajomulco, El Salto, Ixtlahuacán de los Membrillos, Zapotlanejo y Juanacatlán, haciendo de esta la tercera aglomeración urbana más poblada de México, después del Valle de México y Monterrey. Otras ciudades importantes son Puerto Vallarta, Ciudad Guzmán, Tepatitlán de Morelos, Ocotlán y Arandas.

## Toponimia
El nombre de Jalisco proviene de la mezcla de tres palabras de origen náhuatl: xalli, que significa arena, īxtli, rostro o superficie, y la designa de lugar -co: "En la superficie de arena" o "En el arenal". Durante varios siglos y hasta 1836, Jalisco se escribió "Xalisco", con X inicial debido a que era la letra utilizada para reproducir el sonido correspondiente a la "J", hasta que esta última letra se incorporó al alfabeto latino. Además, en náhuatl, la letra X reflejaba el fonema ʃ en AFI, o bien el fonema "sh" en inglés.

## Historia
El territorio del Estado Libre y Soberano de Jalisco se encuentra habitado desde hace alrededor de 15 000 años según lo indican restos humanos entre ellos fragmentos de cráneo y diversidad de vestigios de animales, junto con otros testimonios de objetos manufacturados, descubiertos alrededor de las lagunas de Zacoalco y Chapala, que entonces estaban unidas entre sí. Se han podido localizar puntas de flecha, raspadores de cuerno de venado, agujas, punzones, silbatos, anzuelos y colgantes de hueso o colmillos.
El territorio jalisciense estuvo habitado por diversas pueblos indígenas: bapames, caxcanes, cocas, cuachichiles, huicholes, cuyutecos, otomíes, nahuas, tecuexes, tepehuanes, tecos, purépechas, pinomes, tzaultecas y xilotlantzingas, y posiblemente pinos, otontlatolis, amultecas, coras, xiximes, tecuares, tecoxines y tecualmes.
En 618 d. C. los toltecas fundaron el reino de Xalisco.
Tras la conquista de Tenochtitlán por parte de los españoles, el resto del territorio nacional y parte de lo que hoy son los Estados Unidos de América pasaron a dominio hispano. Debido a la baja densidad de población, el territorio del Noroccidente no ocasionó problemas para ser conquistado y sus pobladores aceptaron pacíficamente la autoridad hispana.; sin embargo, en Michoacán, los españoles tuvieron que enfrentarse a los indígenas que ofrecieron fuerte resistencia al invasor. Se montaron muchas expediciones: Cristóbal de Olid (1521), Alonso de Ávalos (1521), Juan Álvarez Chico (1521), Gonzalo de Sandoval (1522), Francisco Cortés de San Buenaventura (1524), y Nuño Beltrán de Guzmán (1530) acompañado de Pedro Almíndez Chirinos y Cristóbal de Oñate. Realmente fue Nuño de Guzmán quien hizo el mayor esfuerzo de conquista, tomando el 5 de junio de 1530 posesión de las tierras de la margen derecha del río Lerma, bautizándolas como «Conquista del Espíritu Santo de la Mayor España», aunque la reina de España  dispuso en enero de 1531 que se nombrara como Reino de la Nueva Galicia y se fundase una ciudad con el nombre de «Santiago de Galicia de Compostela» como capital (hoy Tepic, capital de Nayarit). Comprendía, además de Jalisco, los actuales estados de Nayarit, Colima y Aguascalientes y parte de los de Sinaloa, Zacatecas y San Luis Potosí. Desde 1560 sería la capital la ciudad de Guadalajara.
Guadalajara tuvo noticia de la insurrección encabezada por Miguel Hidalgo en Dolores el 25 de septiembre de 1810. A finales de septiembre, el grito de Dolores resonaba en la Nueva Galicia: el  principal grupo sublevado, encabezado por el 
general José Antonio Torres, logró algunas victorias y hacerse temporalmente con la ciudad de Guadalajara. El propio Hidalgo combatió en la ciudad, pero los brigadieres Félix María Calleja y José de la Cruz lograron derrotarlos y hacerles huir al norte. Entre 1811 y 1817 se produjo una "guerra de guerrillas" con tres principales y distintos focos de rebelión: el sur de la Intendencia, el lago de Chapala y la zona alteña vecina al Bajío. Muchas familias emigraron del resto de la Intendencia y otros lugares más remotos a la tranquilizada capital neogallega y Guadalajara alcanzó en 1814 los 60 000 moradores, comparados con los 30 000 de principios del siglo XIX. 
Al desaparecer el Imperio, los líderes locales pretendieron una completa autonomía y se desató una intensa campaña en favor delintensa campaña en favor del federalismo que se apoyó en dos grandes figuras: Francisco Severo Maldonado y Prisciliano Sánchez. El 31 de enero de 1824 se aprobó el Acta constitutiva federal, que fue remitida de inmediato a todos los estados, siendo jurada el 7 de febrero de 1824 por las autoridades de Jalisco, bien a pesar de que se concedían facultades al Congreso General y al Ejecutivo que les permitirían controlar desde el centro a toda la Nación. El primer gobernador constitucional fue Prisciliano Sánchez que tomó posesión el 24 de enero de 1825.
Otro hecho importante para este estado ocurrió cuando el presidente del país Miguel Miramón decretó la creación del Territorio de Tepic el 24 de diciembre de 1859, desgajándolo de Jalisco. Cuando en las elecciones de 1867,  apareció en la escena política, la Unión Liberal bajo el auspicio de Ignacio L. Vallarta, al frente de un grupo de intelectuales jaliscienses, se empezó a tener algo de influencia a nivel nacional.  Unos años después, el 5 de mayo de 1877, Porfirio Díaz llegó a la presidencia que ejerció hasta 1911, siendo varias veces reelegido. Jalisco esperaba que la administración de Díaz, en la que Vallarta desempeñó importantes puestos, le reincorporara a su territorio el del antiguo cantón de Tepic, lo que no sucedió ya que se convirtió en territorio federal en 1884.

## Gobierno

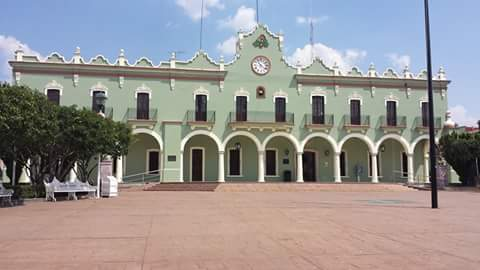
Presidencia municipal de Valle de Guadalupe

Jalisco es un estado libre, autónomo y soberano a la federación de México. Su gobierno se divide en tres poderes que son el ejecutivo, legislativo y judicial: 
- El poder ejecutivo está a cargo del gobernador del estado con un período de gobierno de seis años, que es elegido democráticamente, el gobernador es el que tiene que coordinar todos los programas de desarrollo para el estado. El actual gobernador es Enrique Alfaro Ramírez de Movimiento Ciudadano para el período 2018-2024.
- El poder legislativo está conformado por los diputados locales que forman el Congreso del Estado y los eligen por tres años, en él se discuten las reformas a las leyes del estado y el presupuesto.
- Por último, al poder judicial le corresponde aplicar las leyes, el gobernador nombra a los miembros del poder judicial.

## División administrativa
Los estados de México están divididos, para su régimen interno, en municipios libres. Jalisco está conformado por ciento veinticinco municipios, distribuidos en doce regiones con una subregión, cada región tiene un municipio sede designado por la importancia y ubicación estratégica de dicho municipio en la región respectiva. La división en regiones es una simple división administrativa que facilita el manejo del estado. Las regiones administrativas son las siguientes:
| #     | Región                  | Municipios Nodo                                              | Superficie (km²) | Superficie (%) | Población (2018) | Población (%) |
| ----- | ----------------------- | ------------------------------------------------------------ | ---------------- | -------------- | ---------------- | ------------- |
| 1     | Norte                   | Colotlán y Huejuquilla el Alto                               | 10,305           | 12.9%          | 86,636           | 1.1%          |
| 2     | Altos Norte             | Lagos de Moreno, San Juan de los Lagos y Encarnación de Díaz | 8,882            | 11.1%          | 422.871          | 5.2%          |
| 3     | Altos Sur               | Tepatitlán de Morelos, Arandas y San Miguel el Alto          | 6,667            | 8.3%           | 423,381          | 5.2%          |
| 4     | Ciénega                 | Ocotlán, La Barca y Atotonilco el Alto                       | 4,892            | 5.2%           | 418,601          | 6.8%          |
| 5     | Sureste                 | Chapala, Jocotepec y Mazamitla                               | 7,124            | 8.9%           | 172,772          | 2.1%          |
| 6     | Sur                     | Zapotlán el Grande, Tuxpan y Tamazula de Gordiano            | 5,650            | 7.1%           | 316,579          | 3.9%          |
| 7     | Sierra de Amula         | El Grullo, Autlán de Navarro y Tecolotlán                    | 4,240            | 5.3%           | 118,115          | 2.2%          |
| 8     | Costa Sur               | Cihuatlán, Casimiro Castillo y Tomatlán                      | 7,004            | 8.7%           | 164,435          | 2.0%          |
| 9     | Costa-Sierra Occidental | Puerto Vallarta, Talpa de Allende y Mascota                  | 5,985            | 7.5%           | 353,290          | 4.4%          |
| 10    | Valles                  | Ameca, Tala y Tequila                                        | 6,004            | 7.5%           | 322,891          | 4.0%          |
| 11    | Lagunas                 | Sayula, Zacoalco de Torres y Cocula                          | 8,381            | 10.5%          | 223,587          | 0.8%          |
| 12    | Centro                  | Todos los municipios de la Zona Metropolitana de Guadalajara | 5,003            | 6.2%           | 5,174,785        | 61.9%         |
| total | Jalisco                 | Guadalajara                                                  | 80,137           | 100%           | 8,256,785        | 100%          |

## Geografía

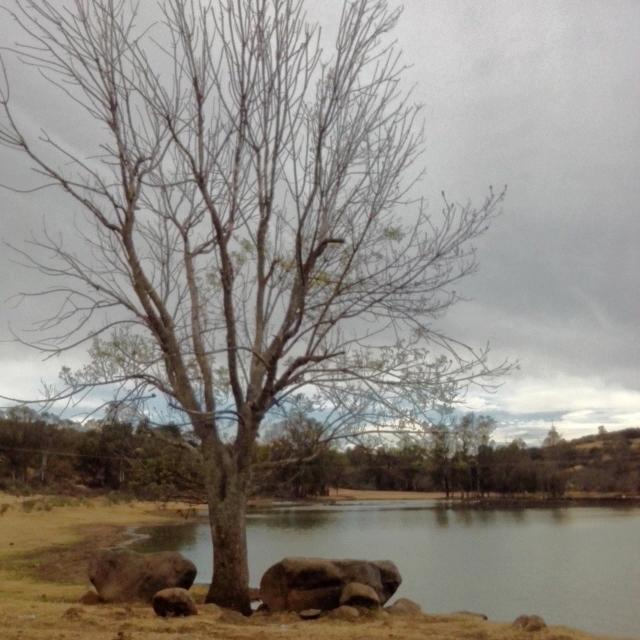
Presa de Galo, en Pegueros, Tepatitlán de Morelos

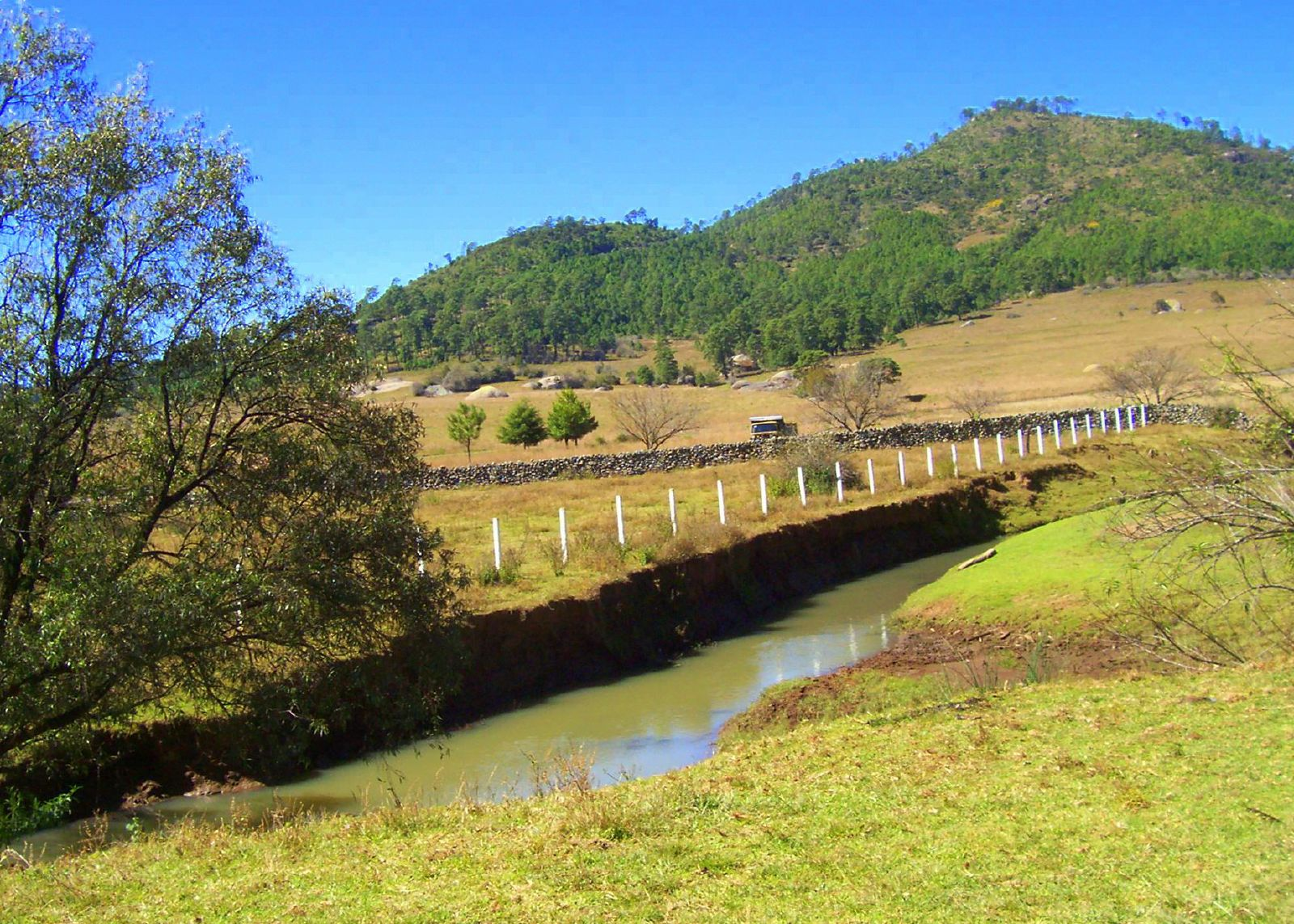
Tapalpa

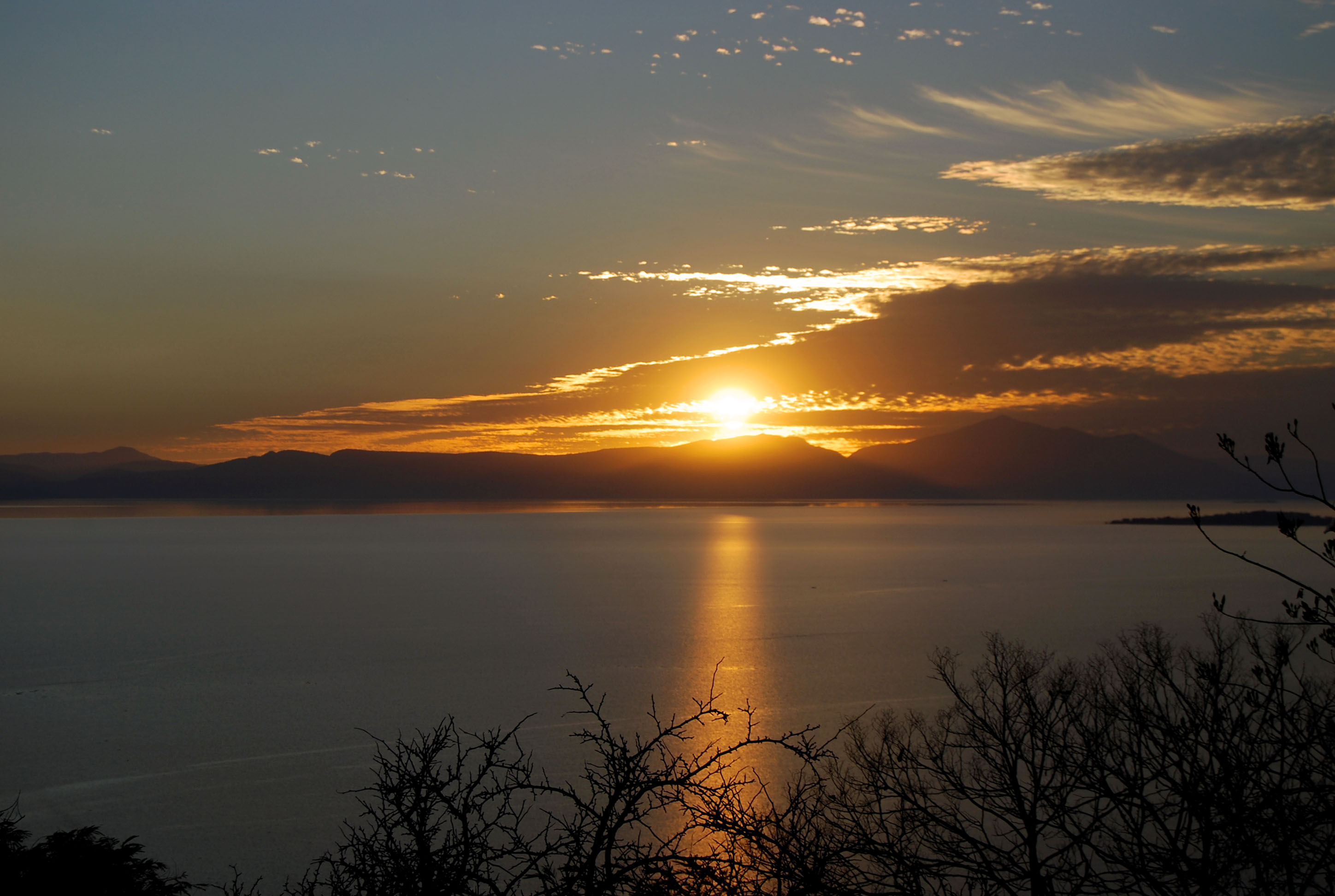
Lago de Chapala

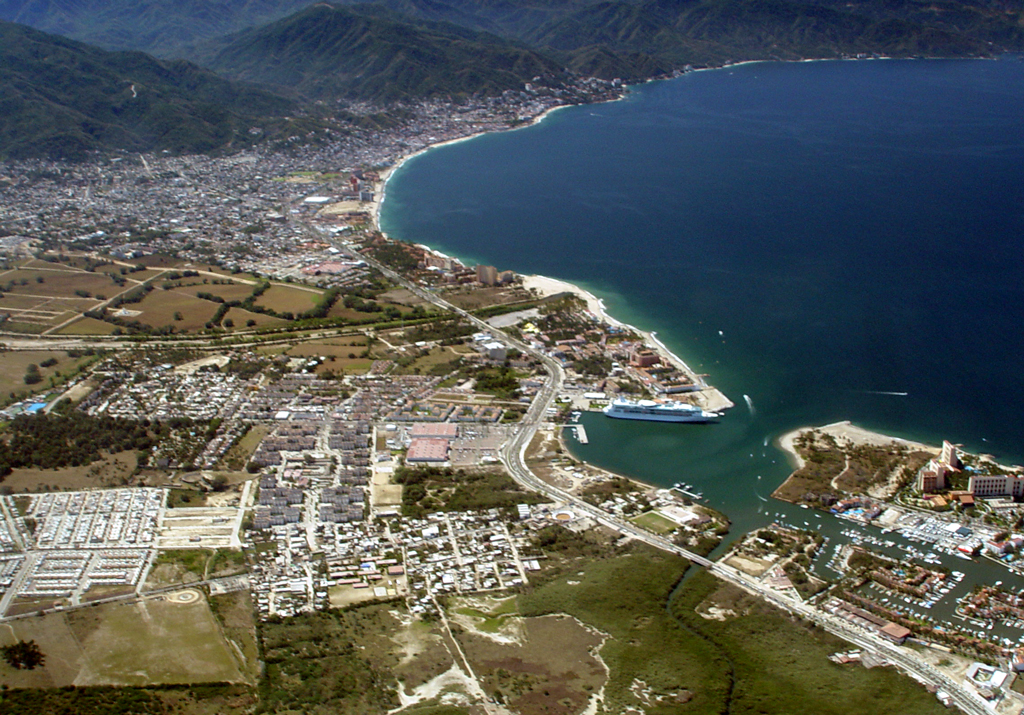
Puerto Vallarta

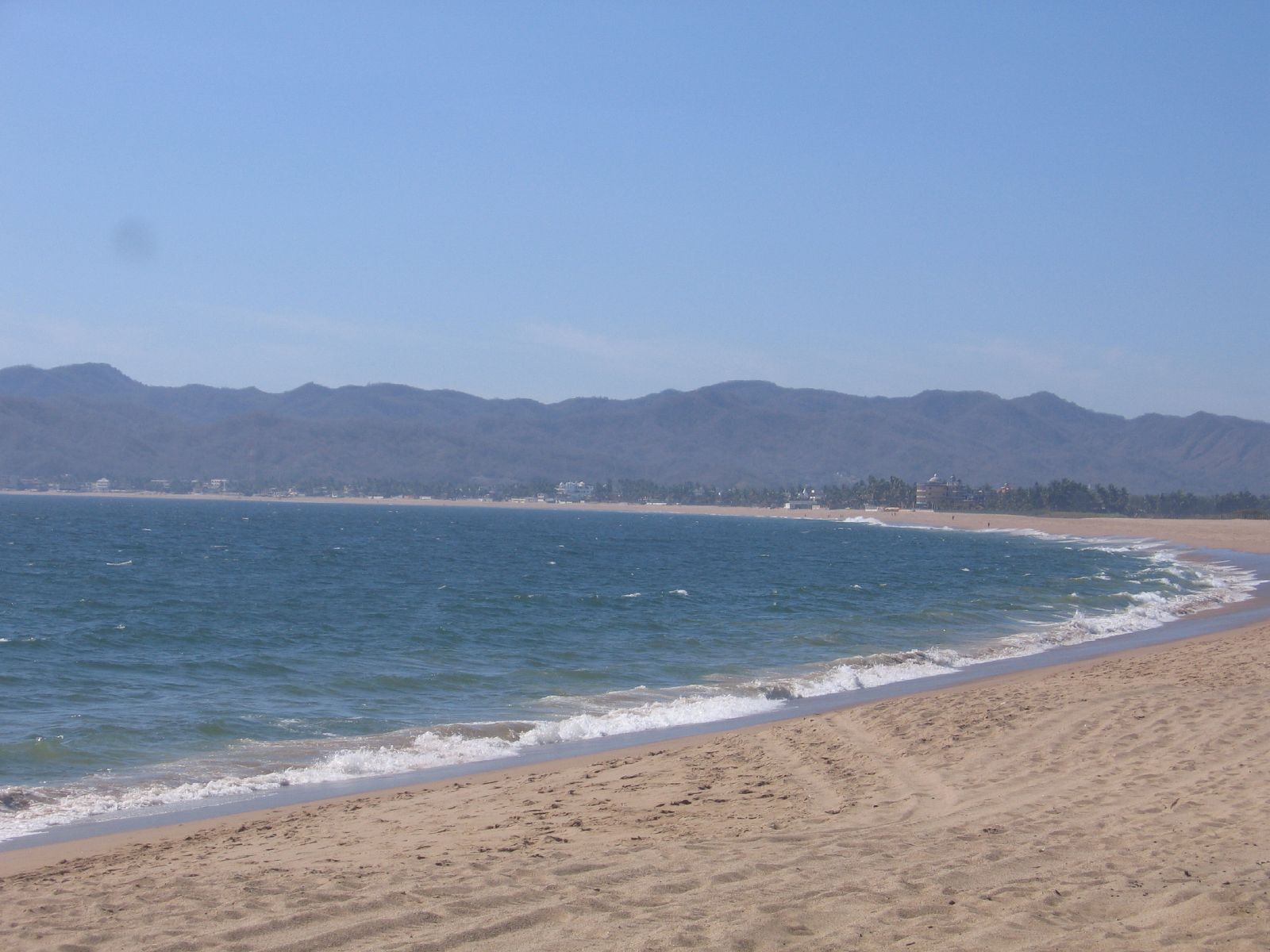
Barra de Navidad

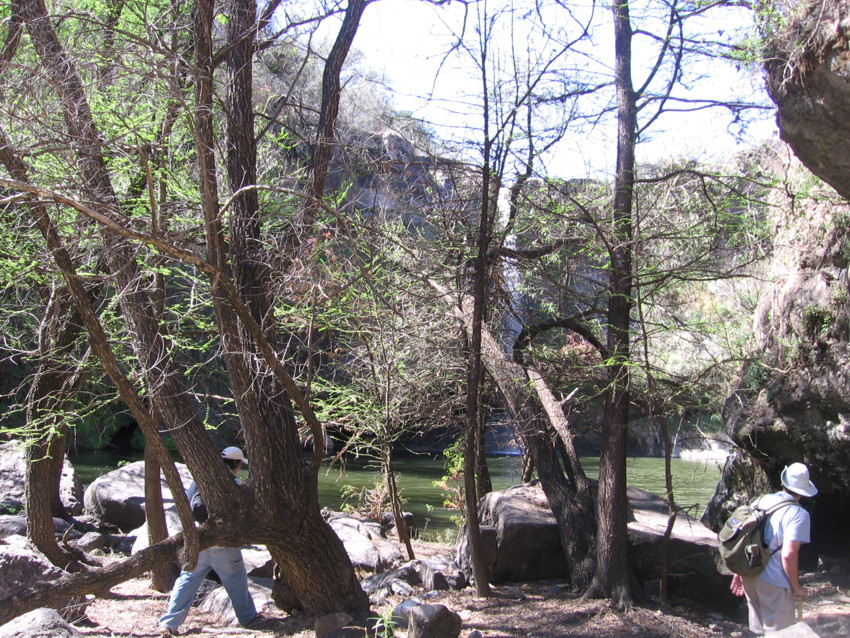
Arroyo de Atenguillo

El Estado de Jalisco se localiza en la zona occidente de la República Mexicana. Se encuentra limitado al norte por los Estados de Zacatecas, Aguascalientes; al noroeste con Nayarit; al noreste con Guanajuato y San Luis Potosí; al sur con Colima; al sureste con Michoacán y al suroeste con el océano Pacífico. Tiene una extensión territorial de 80 137 km², lo que representa el 4.09 % de la superficie total de México.
Jalisco tiene problemas de límites territoriales con sus vecinos, en especial con el estado de Colima, con quien disputa una muy importante zona de la costa. Tradicionalmente los límites entre entidades se han definido por límites naturales, en este caso el límite es un río, casi en su desembocadura en el océano Pacífico. El conflicto limítrofe se inició cuando se modificó el curso del río, quedando la zona de playa en la parte que pertenece a Colima y que Jalisco tiene intención de reclamar por su potencial económico a través del turismo que actualmente recibe como en el Complejo Grand Bay-Isla Navidad. Actualmente la solución del problema entre estos dos estados depende del Senado de la República.
Actualmente Jalisco cuenta ya con la más alta tecnología en cuanto a prevención de desastres naturales. Hace poco se colocaron en las costas del estado de Jalisco alarmas de tsunamis (maremotos) con las cuales no contaba.
El estado de Jalisco encierra áreas que corresponden a 4 provincias fisiográficas de México: Eje Neovolcánico, Mesa Central, Sierra Madre Occidental y la Sierra Madre del Sur.
Provincia del Eje Neovolcánico
Representada en el estado por las subprovincias: Bajío Guanajuatense, Sierras y Bajíos Michoacanos, Altos de Jalisco, Chapala, Guadalajara, Sierras de Jalisco, Sierras Neovolcánicas Nayaritas, Volcanes de Jalisco y Escarpada Limítrofe del Sur.
Subprovincia del Bajío Guanajuatense
Solo una pequeña porción, al sureste del municipio de San Diego de Alejandría, penetra en el estado de Jalisco y se asocia a un solo sistema de topoforma; el llano de piso rocoso que representa el 0.001% de la superficie total del estado.
Subprovincia de las Sierras y Bajíos Michoacanos
Es un rincón muy pequeño de esta subprovincia el que penetra en el estado de Jalisco y abarca parte de los municipios de Ayo el Chico y Degollado; presentando tres sistemas de topoformas: Mesetas Lávicas, Lomerios de Colinas Redondeadas con Terrenos Ondulados y Valles de Laderas Teñidas.
Subprovincia de los Altos de Jalisco
La mayor parte de esta subprovincia queda dentro del estado de Jalisco. Se caracteriza por amplias mesetas de origen volcánico y presenta la mayor densidad de topoformas degradativas, generadas por disección hídrica y abundancia de valles profundos de laderas escarpadas a fines de los caños de la Sierra Madre Occidental. Representa el 17.51 % con respecto a la superficie total de la entidad y se distinguen en ella los siguientes sistemas de topoformas: Escudo-Volcanes Aislados o en Conjunto, Pequeña Meseta asociada con lomeríos, Gran Meseta con Cañadas, Meseta Lávica, Meseta Lávica asociada con lomeríos, Meseta Escalonada, Lomerío de Colinas Redondeadas, Lomeríos Suave en Arenisca Conglomerado, Valle de Laderas Escarpadas asociadas a lomeríos, Valle con Terrazas, Cañón y Depresión.
Subprovincia de Chapala
Esta subprovincia alcanza una magnitud significativa en afallamiento asociado con manifestaciones volcánicas y grabens (áreas hundidas entre sistemas de fallas). Se tiene aquí a 1500 m s. n. m. (metros sobre el nivel del mar) el mayor lago del país, cuyas aguas ocupan un enorme graben ubicado entre sistemas de grandes fallas este-oeste y otras más pequeñas dirigidas burdamente de norte a sur. Por otro lado, el vulcanismo se desarrolló a lo largo de algunas líneas de fallas y levantó las sierras que bordean el lago. El resultado es un paisaje de origen unitario pero de morfologías combinadas que aportan una notable singularidad a la provincia.
En la subprovincia de Chapala se distinguen 4 regiones o sectores:
1. Una región occidental con importantes sistemas de fallas noroeste-sureste y norte-sur que han generado grabens con esos mismos rumbos y que forman los vasos de los lagos Atotonilco, Zacoalco, San Marcos y Sayula, situados a una altitud de 1350 m s. n. m. (metros sobre el nivel del mar)
2. El propio lago de Chapala y las Sierras de Laderas de Escarpa de falla que lo circundan, más su extensión cenagosa al este: La Ciénega de Chapala. El lago, bastante somero, mantenido fundamentalmente por los aportes del río Lerma al que recibe en el extremo oriental.
3. Las sierras afalladas y llanos al norte de los lagos.
4. Las sierras afalladas y la región de lomeríos al sur de los lagos.

Dentro del estado de Jalisco la subprovincia de Chapala presenta los siguientes sistemas de topoformas: sierras de laderas abruptas con cañadas; sierra de laderas tendidas; sierra con laderas de escarpa de falla; sierra con ladera de escarpa de fallas y mesetas; escudo-volcanes aislados o en conjuntos; sierra volcánica con mesetas; lomeríos asociados con Llanos; Lomeríos Suave (tobas); Lomeríos Suaves (conglomerados y areniscas); Valle de Laderas Tendidas; Valle de Laderas Tendidas con Terrenos Ondulados; Depresión; Gran Llano; Pequeño Llano Aislado y Llano Salino.
Subprovincia de Guadalajara

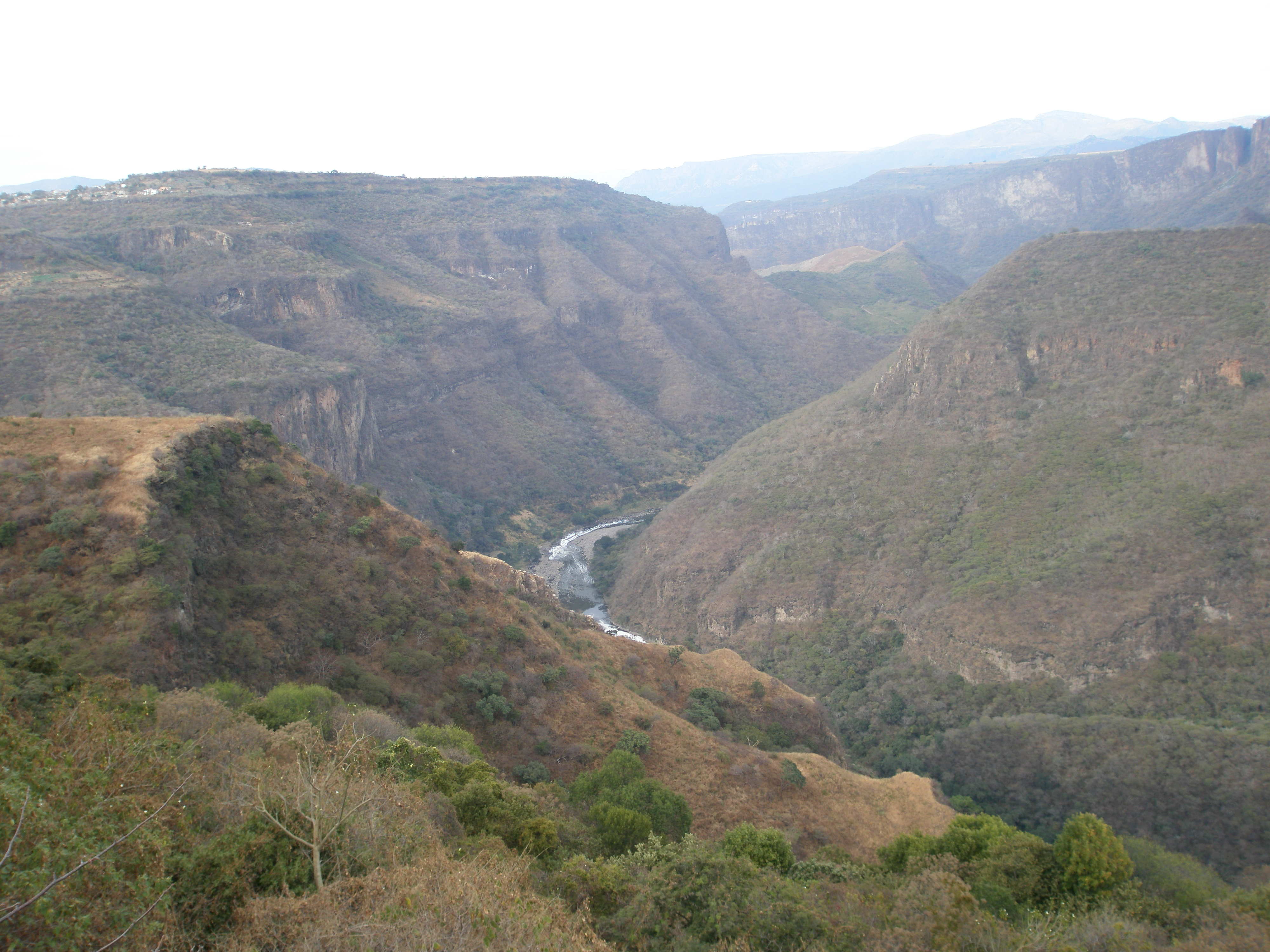
Huentitán

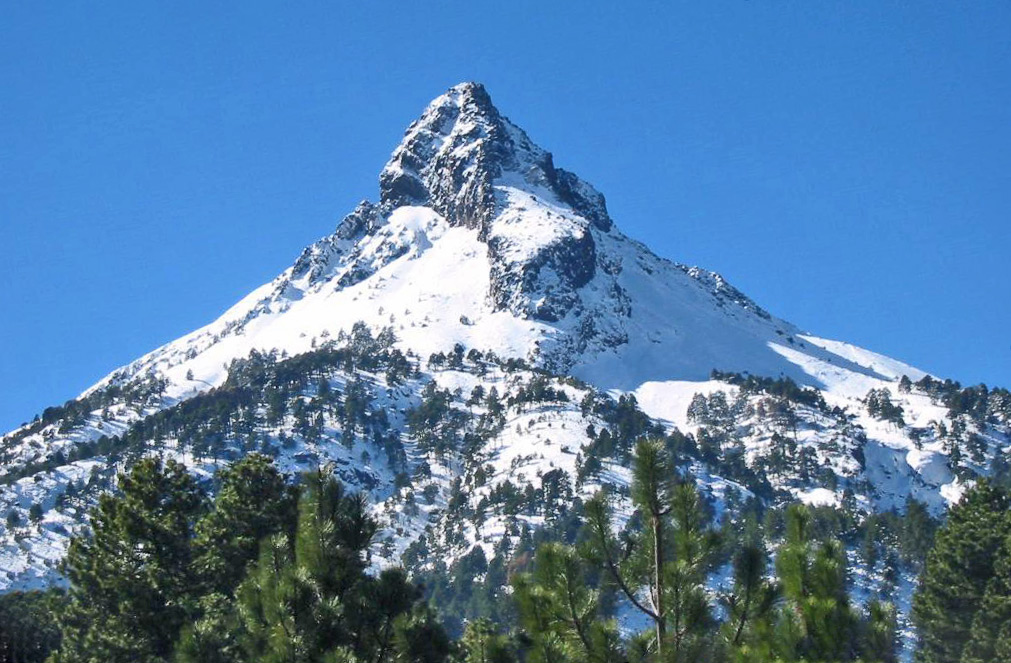
Nevado de Colima

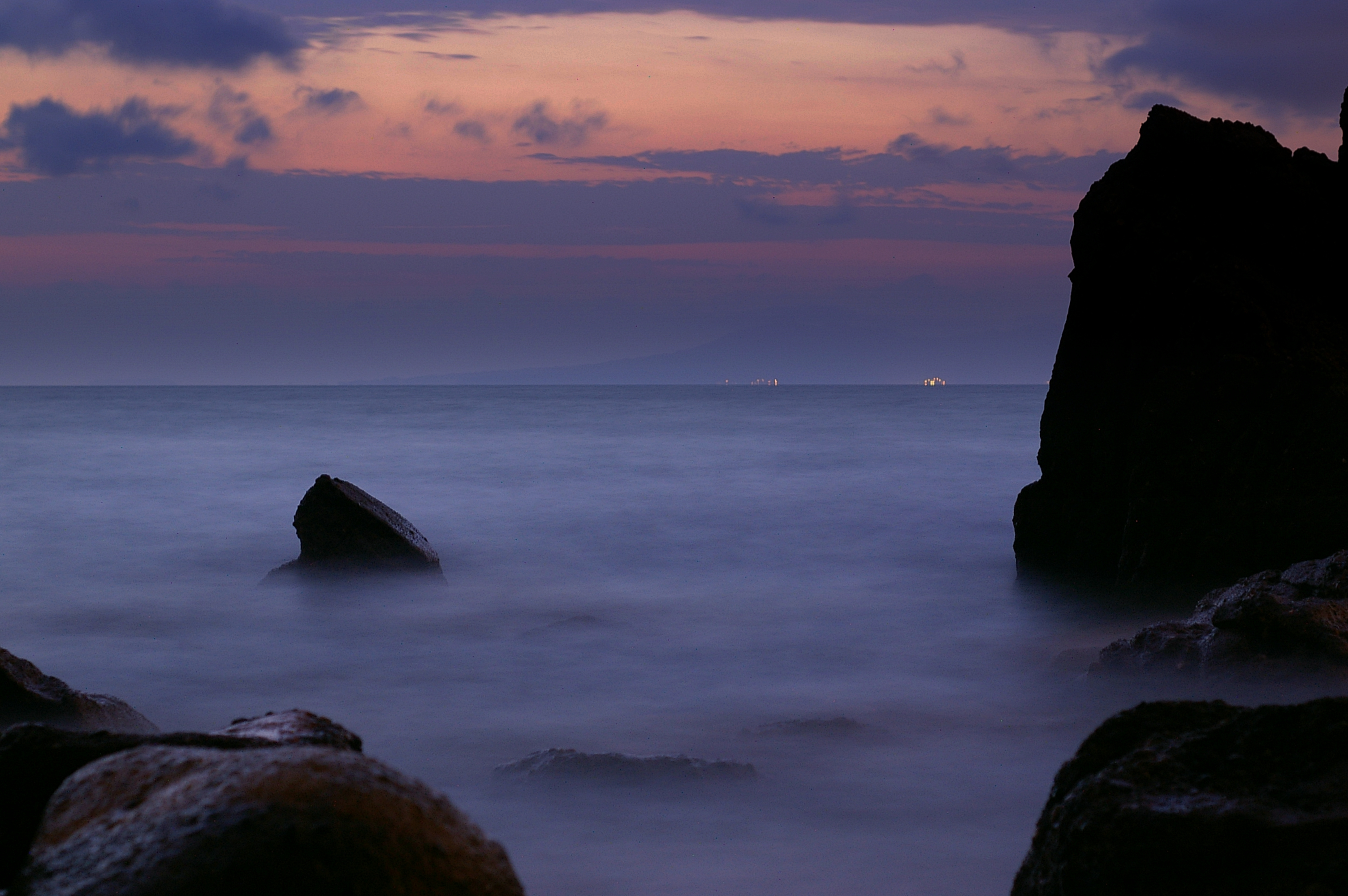
Costa del Sur

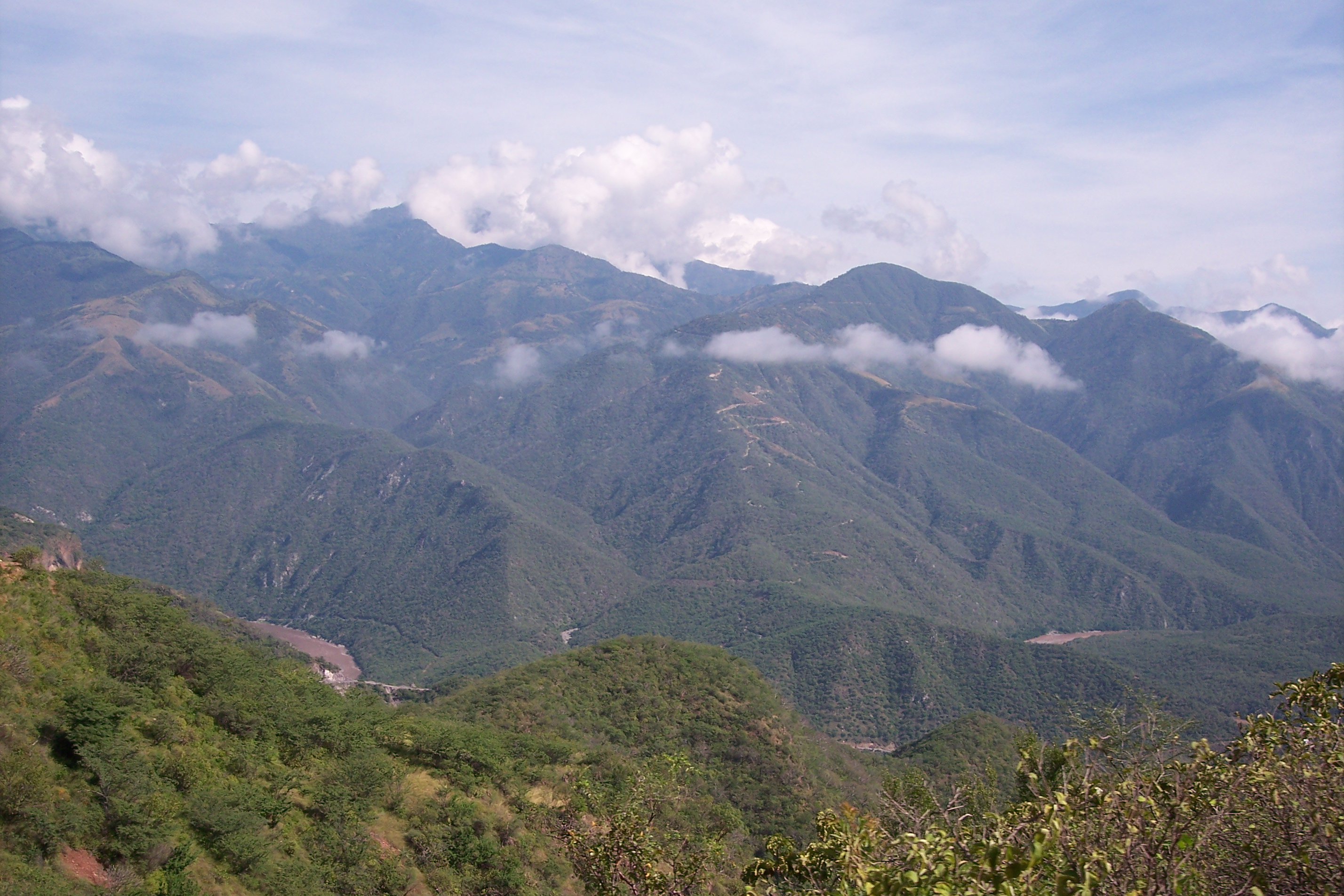
Sierra Madre Occidental

Esta pequeña subprovincia queda toda dentro del estado de Jalisco, ocupando el 3.73 % de la superficie. Cubre totalmente los municipios de Antonio Escobedo, El Arenal, Guadalajara y Zapopan, Ahualuco de Mercado, Amatitán, Etzatlán, Hostotipaquillo, Magdalena, San Marcos, Tala, Tequila, Teuchitlán, Tlaquepaque y Tonalá.
La subprovincia se caracteriza por las notables manifestaciones de vulcanismo explosivo, que data de tiempos relativamente recientes y cuyas huellas se observan en la ciudad de Guadalajara y en la sierra de la primavera.
A pesar de ser una subprovincia pequeña es la menos uniforme, teniendo una gran complejidad en su panorama fisiográfico, en el que se encuentran sistemas tan distintos como sierras, mesetas, lomeríos y llanos; sin embargo, en general su litología está constituida por rocas ígneas extrusivas ácidas, vidrios volcánicos (obsidiana) basaltos y nubes ardientes.
Subprovincia de las Sierras de Jalisco
Esta subprovincia inserta totalmente en el estado de Jalisco, está constituida por dos tipos básicos de topoformas generales: montañas y mesetas. Entre sus extremos norte y sur, las cadenas montañosas se encuentran acomodadas de tal modo que describen la forma de una burda letra «S».
Dentro del área rodeada por la curva superior de la letra quedarían alojados los sistemas de topoformas más occidentales de la vecina subprovincia de las Sierras de Jalisco. Varias cumbres de los núcleos montañosos de rocas ígneas que componen la sierra se levantan por encima de los 2000 m s. n. m. (metros sobre el nivel del mar), en tanto que las superficies más bajas se encuentran a una altitud de 800 m s. n. m.
La subprovincia de las Sierras de Jalisco presenta los siguientes sistemas de topoformas: gran sierra volcánica compleja o grandes estrato-volcanes, sierra de laderas abruptas, sierra de laderas tendidas, sierra de laderas tendidas con llanos, sierra compleja, escudo-volcán aislado, meseta lávica, mesetas lávicas asociadas con cañadas, mesetas escalonadas asociadas con lomeríos, mesetas pequeñas con lomeríos, lomerío suave asociado con cañadas, valle de laderas escarpadas, Valle de Laderas Tendidas, Valle de Laderas Tendidas asociado con lomeríos, Cañón y Pequeño Llano Aislado.
Subprovincia de las Sierras Neovolcánicas Nayaritas
Un pequeño rincón de esta subprovincia del Eje Neovolcánico, penetra en el extremo norte del estado de Jalisco, del que ocupa el 0.007 % de la superficie, localizado en parte del municipio de Hostotipaquillo y distribuido en tres sistemas de topoformas que son: una sierra de Laderas tendidas, una meseta lávica con cañadas y un valle tendido con terrenos ondulados.
Subprovincia Volcanes Nevado de Colima y de Fuego
Esta subprovincia penetra al estado por el este y recibe este nombre debido a sus dos geoformas más representativas, El Nevado de Colima y el volcán del Fuego. Ocupa apenas el 2.36 % de la superficie total estatal; cubriendo totalmente los municipios de Tonila y Zapotitlán de Vadillo y parte de los de Zapotlán El Grande, Tolimán, Tuxcacuesco, Tuxpan, Venustiano Carranza y Zapotiltic. El panorama fisiográfico de la subprovincia está integrado por siete sistemas de topoformas: Gran Sierra Compleja o Grandes Estrato-Volcanes Aislados, representados por el Nevado y el de Fuego, que están constituidos por andesitas (rocas ígneas medias en sílice) y sus altitudes son de 4240 y 4220 m s. n. m. (metros sobre el nivel del mar) respectivamente; sierra de Laderas Abruptas, que se encuentra sobre la base occidental del Nevado, representada por el cerro el Petacal, de rocas lávicas sílicas; los Lomeríos Suaves (tobas) asociados con cañadas y los Lomeríos Suaves (arenisca conglomerado) integran las amplias faldas que se extienden en torno a los volcanes, surcadas por arroyos radiales; el Valle de Laderas Escarpadas, que es el sistema de cañadas hondas y ramificadas, que sobre la base occidental de los volcanes han labrado sus cárcavas; el Pequeño Llano Aislado, de origen aluvial que se localiza en el extremo norte; y el Piso de Valle, que está formado por el valle plano y angosto del río Armería.
Subprovincia de la Escarpa Limítrofe del Sur
Solamente una pequeña parte de esta subprovincia penetra en el estado de Jalisco y abarca una porción del municipio de Jilotlán de los Dolores, con un solo sistema de topoformas, la Meseta Lávica asociada con Sierras que es un conjunto de mesetas basálticas escalonadas y que descienden hacia el sur, a altitudes de 1000 a 1500 m s. n. m. (metros sobre el nivel del mar) interrumpidas por Escudo-Volcanes también basálticos.
Provincia Mesa Central
Penetra al estado de Jalisco por el noroeste; ocupa el 3.44 % de la superficie total estatal y en ella se presentan parte de tres subdivisiones de la provincia que corresponden a la subprovincia Llanos de Ojuelos y las discontinuidades fisiográficas sierra de la Cuatralba y Valles Paralelos del suroeste de la sierra de Guanajuato.
Estas subdivisiones de la provincia poseen patrones característicos de topografía y morfología; presencia y distribución de suelos y vegetación diferentes, por lo que la descripción de suelos, vegetación, posibilidades de uso agrícola, ganadero y forestal, y el estado actual de las formas de producción agrícola, se encuentra referida por regiones
Esta provincia cuenta con una subprovincia llamada Llanos de Ojuelos.

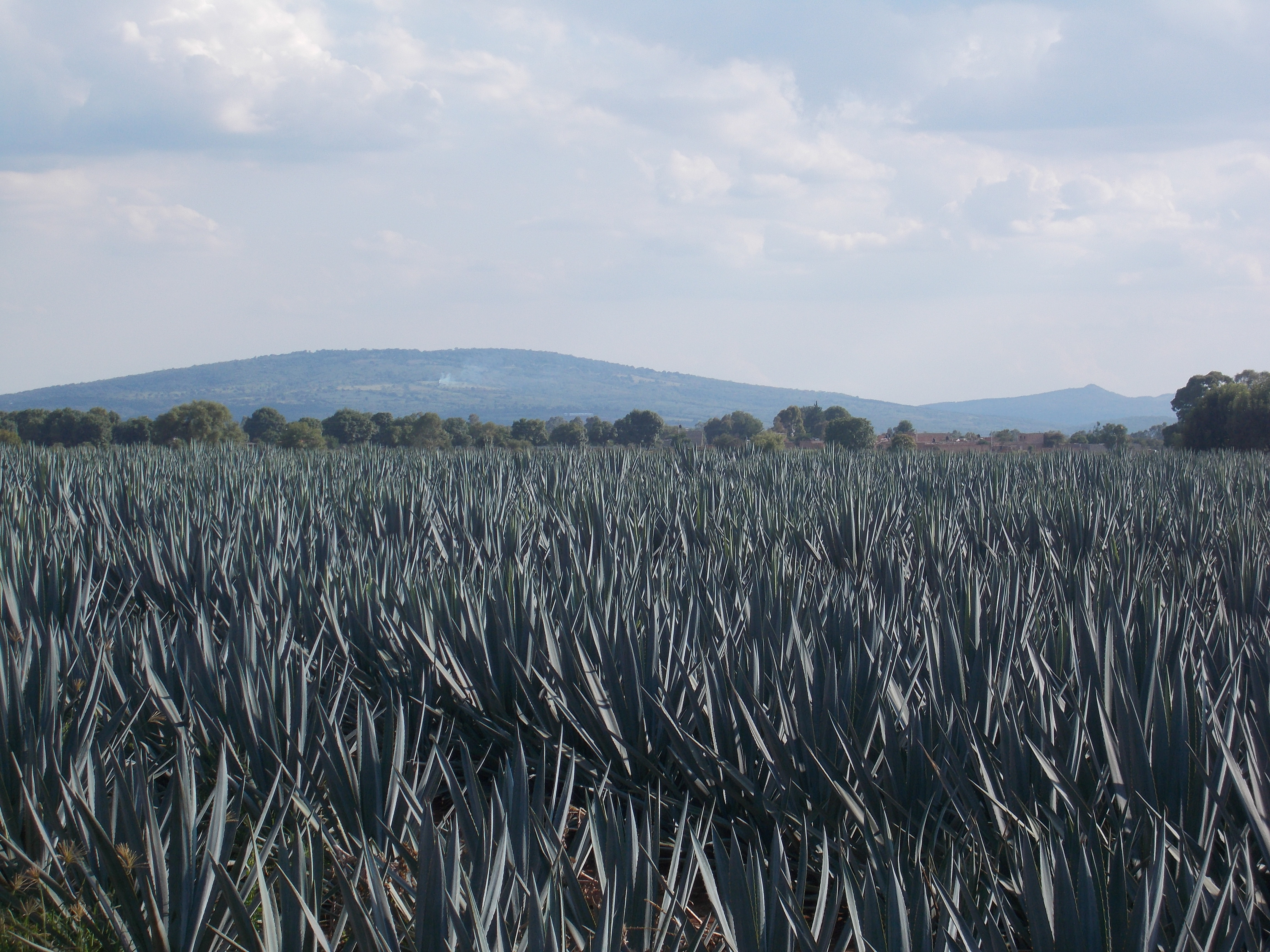
Plantío de agave en Capilla de Guadalupe, Tepatitlán de Morelos

Subprovincia Llanos de Ojuelos
Esta subprovincia penetra al noreste del estado y limita al sur con los Altos de Jalisco; inmediatamente al norte de Encarnación de Díaz. Comprende una porción pequeña de la entidad (2310.30 km²), que cubre totalmente el municipio de Ojuelos y parte de los de Encarnación de Díaz y Lagos de Moreno. Los sistemas de topoformas más representativos de la subprovincia, dentro del estado son: Las Llanuras de Piso Rocoso, cubiertas por suelos someros de aluvión y salpicadas de pequeñas charcas; y las Mesetas con Cañadas que se encuentran entre las llanuras. Las Sierras Bajas y los Lomeríos probablemente se derivaron de la erosión de mesetas similares a las ya mencionadas; sus laderas son rectas y su elevación es de 2300 y 2250 m s. n. m. (metros sobre el nivel del mar) respectivamente. En general, la litología de estos sistemas de topoformas está constituida por rocas de origen volcánico, ricas en sílice.
Provincia de la Sierra Madre Occidental
Esta provincia cuenta con dos subprovincias: La de las Sierras y Valles Zacatecanos y la de Las Mesetas y Cañones del Sur.
Subprovincia Mesetas y Cañones del Sur
Esta Subprovincia se encuentra en casi toda la extremidad norte de Jalisco hasta el límite sur del extenso cañón que ha formado el Río Grande de Santiago, quedando su frontera sur-oriental en el estado al norte de la ciudad de Tequila; abarca la totalidad de los municipios Bolaños, Huejuquilla el Alto, Mezquitic, Teocaltiche y Villa Guerrero, y parte de los municipios de Colotlán, Chimaltitlán, Hostotipaquillo, Huejucar, San Martín de Bolaños y Tequila.
Forma parte de la «espina dorsal» de la Sierra Madre Occidental. Su paisaje está constituido por altas mesetas, algunas de ellas enormes, que se interrumpen abruptamente por profundos cañones.
La superficie total de esta subprovincia es de 8165.35 km², que representa el 10.35 % con respecto a la superficie total del estado. Los sistemas de topoformas que se encuentran en esta subprovincia dentro del estado de Jalisco son: Superficie Disectada de Gran Meseta, que son agrupaciones de mesetas de tamaño pequeño; Pequeñas Mesetas; Asociadas a Cañadas; Lomeríos, que se encuentran como pequeños grupos aislados en los Pisos de Valle, generalmente amplios; Lomeríos y Cañadas, Piso de Valle con Terrazas; Piso Amplio de Valle con Lomeríos y por último Cañones.

### Biodiversidad
Muchos animales
| Flora y fauna de Jalisco |                    |                    |            |                  |
|                          |                    |                    |            |                  |
| Armadillo                | Puma               | Coralillo          | Zorro gris | Águila real      |
|                          |                    |                    |            |                  |
| Huilota                  | Víbora de cascabel | Venado cola blanca | Coyote     | Borrego cimarrón |
|                          |                    |                    |            |                  |
| Agave                    | Tuna               | Cactus erizo       | Cardón     | Pino             |

### Tipo de clima
| Clima                                      | Porcentaje de lasuperficie estatal |
| ------------------------------------------ | ---------------------------------- |
| Semicálido subhúmedo con lluvias en verano | 44.7                               |
| Cálido subhúmedo con lluvias en verano     | 23.1                               |
| Templado subhúmedo con lluvias en verano   | 18.5                               |
| Semiseco semicálido                        | 5.6                                |
| Otros tipos de climas                      | 8.1                                |

## Demografía

### Población
Según los resultados que arrojó el censo de población y vivienda de 2020, realizado por el Instituto Nacional de Estadística y Geografía (INEGI), el estado de Jalisco contaba hasta ese año con un total de 8 348 151 (ocho millones trescientos cuarenta y ocho mil ciento cincuenta y un) habitantes. De dicha cantidad, 4 098 455 (cuatro millones noventa y ocho mil cuatrocientos cincuenta y cinco) eran hombres y 4 249 696 (cuatro millones doscientos cuarenta y nueve mil seiscientos noventa y seis) eran mujeres. La tasa de crecimiento anual para la entidad durante el período 2010-2020 fue del 1.3 %. Según indica este censo, 5,268,642 de los jaliscienses viven en la zona metropolitana de Guadalajara.[cita requerida] La población aumentó casi 1,000,000 de habitantes desde el último conteo, realizado en 2010.[cita requerida] Hoy en día, la población del Estado representa el 6.6% del total del país.

### Localidades con mayor población

#### Zonas Metropolitanas de Jalisco
| Zona Metropolitana                    | Municipios | Población |
| ------------------------------------- | --- | --------- |
| Área metropolitana de Guadalajara     | *Guadalajara *Zapopan *Tlaquepaque *Tonalá *Tlajomulco *El Salto *Ixtlahuacán *Juanacatlán *Zapotlanejo *Acatlán de Juárez | 5,268,642 |
| Área metropolitana de Puerto Vallarta | *Puerto Vallarta *Bahía de Banderas (Nayarit)                                                                              | 479,471   |
| Área metropolitana de Ocotlán         | *Ocotlán *Poncitlán *Jamay                                                                                                 | 184,603   |
| Área metropolitana del sur            | *Zapotlan el grande *Gómez Farias *Zapotiltic                                                                              | 165,285   |
| Área metropolitana de Autlán          | *Autlán de Navarro *El Grullo *El Limón                                                                                    | 96,219    |

### Vivienda
Según el XII Censo de Población y Vivienda 2010, realizado por el INEGI en Jalisco, hay 1,801,306 viviendas particulares, de las cuales 1,697,299 disponen de agua corriente dentro o fuera de la vivienda, pero en el mismo terreno, lo que representa el 94.2%; 1,754,481 tienen drenaje, lo que equivale al 97.4%, y 1,182,473 cuentan con energía eléctrica, esto es, el 65.6%.

### Hogares
Según el XII Censo de Población y Vivienda de 2010 (INEGI), en Jalisco hay 1,802,424 hogares, de los cuales el 25% (443,000 hogares) tienen jefatura femenina, es decir, son dirigidos por una mujer, y el 75% (1,359,424 hogares) tienen jefatura masculina, es decir, son dirigidos por un hombre.

### Tipos de hogares
| Tipo         | Porcentaje | Descripción                                                                              |
| ------------ | ---------- | ---------------------------------------------------------------------------------------- |
| Nuclear      | 13.7       | El papá, la mamá y los hijos. Alguno de los cónyuges con sus hijos. Una pareja sin hijos |
| Ampliado     | 22.2       | Un hogar nuclear más otros parientes                                                     |
| Compuesto    | 55         | Un hogar nuclear o ampliado más personas sin parentesco con el jefe del hogar            |
| Unipersonal  | 8.8        | Una sola persona                                                                         |
| Corresidente | 0.7        | Dos o más personas sin parentesco                                                        |

### Grupos indígenas

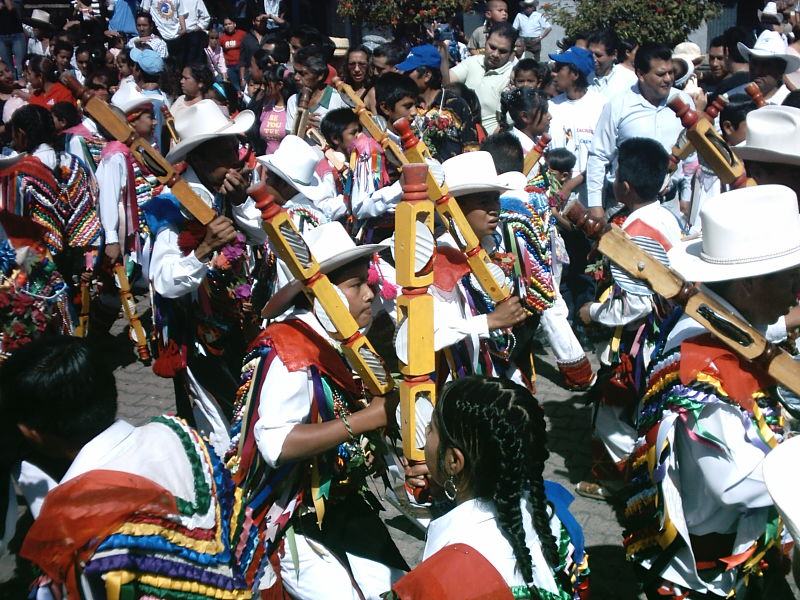
Pueblo náhuatl.

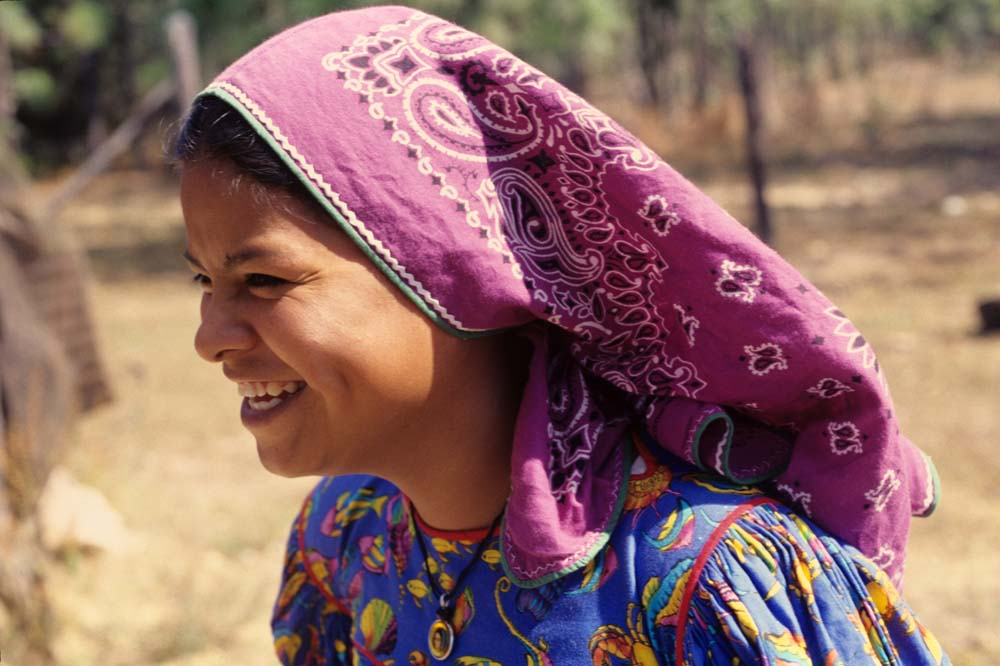
Pueblo wixárika.

Los wixaritari son el grupo étnico más conocido y numeroso del estado de Jalisco, se concentran principalmente al norte del estado en municipios como Mezquitic, Bolaños, Huejuquilla el Alto y Villa Guerrero, aunque comparten asentamientos con otros estados como Nayarit, Durango y Zacatecas. Al sur se encuentra otro grupo indígena nativo de Jalisco, los nahuas, de filiación uto-azteca, quienes radican en los municipios de Tuxpan y Tonila; y en menor proporción los purépechas, mixtecos, mazahuas otomíes y zapotecos.

## Ámbito socioeconómico
A mediados del siglo pasado, el incremento de la población de Jalisco en el periodo 1950-1960, presentó una tasa de crecimiento anual del orden del 3.4%. El periodo que comprende 1970-1980 muestra un descenso con respecto a la década precedente, tendencia que se mantiene posteriormente. Se ha observado la disminución en el ritmo de crecimiento hasta llegar a un 1.33% del año 2000 a 2005.
En el Alto Santiago, se encuentra la Zona Metropolitana de Guadalajara (ZMG), la cual es el principal centro de población de la entidad. Una serie de factores ha generado la conurbación de la ciudad de Guadalajara con los municipios limítrofes, lo que ha acelerado el crecimiento de su población.
De acuerdo con cifras del INEGI, para el año 1950 la población total del estado de Jalisco era de un poco más de 1.7 millones de habitantes; en el año 2005, esta asciende a más de 6 700 000 (seis millones setecientos mil). Junto a este significativo aumento se fueron dando diversas transformaciones demográficas a nivel subregión, en especial en el Alto Santiago, que pasó de una participación relativa en la concentración de población del 46.6 % al 71.2 % en este periodo de tiempo.
Con base en el último registro oficial de 2005, la población total de la entidad suma 6 752 113 (seis millones setecientos cincuenta y dos mil ciento trece) habitantes, lo cual representa el 6.5 % de la población total del país (103 300 000). En lo que se refiere a la población rural, esta representa el 13.9 % de la población total del estado, y la población urbana equivale al 86.1 %.

## Educación

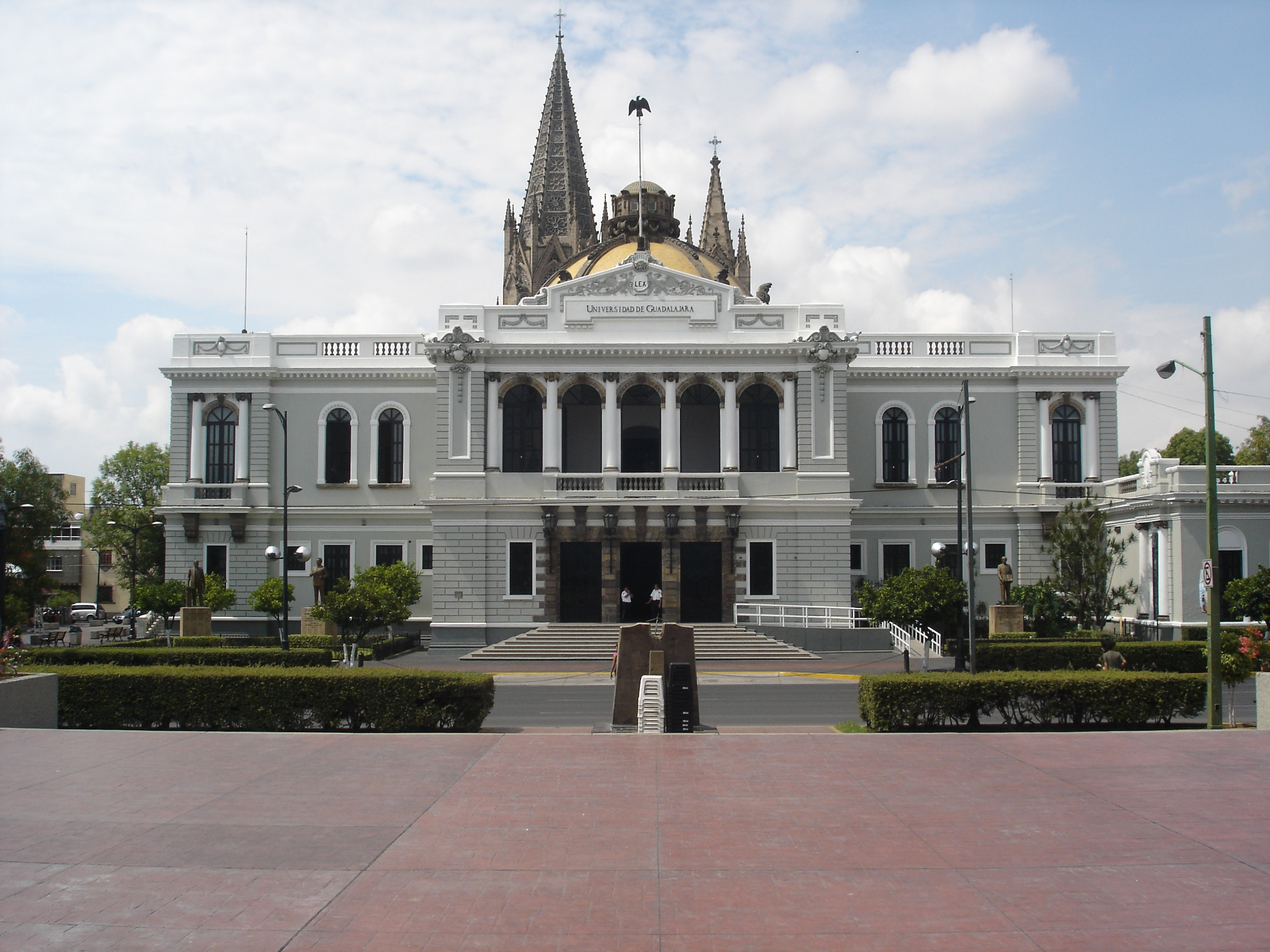
Edificio de la rectoría de la U. de G..

La ciudad de Guadalajara, capital de Jalisco, es la sede de la segunda universidad fundada en México, la Universidad de Guadalajara. Esta entidad educativa pública es la segunda en cantidad de estudiantes en el territorio (después de la UNAM), (195,116 estudiantes de profesional medio, bachillerato, técnico superior, licenciatura y posgrado).
También es sede de la que es la primera universidad privada de México, la Universidad Autónoma de Guadalajara, por sus siglas U.A.G. La sede principal de la Universidad Autónoma de Guadalajara es Ciudad Universitaria, ubicada en el municipio de Zapopan; en dicho lugar se encuentra la rectoría y la mayoría de las carreras que se imparten. Cuentan también con el Instituto de Ciencias Biológicas, UAG campus Santa Anita (Tlaquepaque), UAG Campus Tepic, UAG Campus Tabasco, Instituto Autónomo de Educación de Tecomán (IAETAC), el sistema de educación básica y media José Vasconcelos en Baja California, y la primaria Antonio Caso más Santa Anita.
Cuenta con dos campus de la universidad privada más importante del país, el Instituto Tecnológico y de Estudios Superiores de Monterrey (Tec de Monterrey).
El Instituto Tecnológico y de Estudios Superiores de Occidente (ITESO), es una universidad privada con sede en la ciudad de Tlaquepaque. Esta institución educativa fue fundada en el año de 1957 y pertenece al Sistema Universitario Jesuita (SUJ) que a su vez forma parte de la Compañía de Jesús. En este sentido la universidad también es nombrada como la Universidad Jesuita de Guadalajara pero es conocida comúnmente como el ITESO.
Ofrece 26 programas de licenciatura, 2 de especialidades, 13 de maestría y 3 doctorados. La matrícula del ITESO es de alrededor de 8000 estudiantes. La Universidad cuenta solo con un campus, el cual está ubicado al sur de la Zona Metropolitana de Guadalajara en las inmediaciones de Tlaquepaque donde se encuentran sus diversas instalaciones.
Tres campus de la Universidad del Valle de México, tres campus del TecMilenio (Tlaquepaque, Zapopan y Ejecutivo), la Universidad del Valle de Atemajac con tres campus (Zapopan, Lagos de Moreno y Puerto Vallarta), la Universidad Panamericana, la Universidad Cuauhtémoc, la Universidad Marista de Guadalajara el Instituto Tecnológico Superior de Arandas, el Instituto Tecnológico Superior de Chapala, el Instituto Tecnológico Superior de Cocula, el Instituto Tecnológico Superior de El Grullo, el Instituto Tecnológico Superior de la Huerta, el Instituto Tecnológico Superior de Lagos de Moreno, el Instituto Tecnológico Superior de Mascota, el Instituto Tecnológico Superior de Puerto Vallarta, el Instituto Tecnológico Superior de Tala, el Instituto Tecnológico Superior de Tamazula, el Instituto Tecnológico Superior de Tequila, el Instituto Tecnológico Superior de Zapopan y el Instituto Tecnológico Superior de Zapotlanejo. Además, existe el Centro de Investigación y Asistencia Tecnológica del Estado de Jalisco CIATEJ.
De estos centros educativos 18 poseen carreras de ingeniería y otras carreras afines a la industria de la electrónica, como ingeniería electromecánica, ingeniería en tecnologías electrónicas, en tecnologías de la información y comunicaciones, ingeniería industrial, ingeniería de sistemas, teleinformática, administración de tecnologías de la información, y tecnologías computacionales, entre otras.
Así mismo, en la localidad de Atequiza, Ixtlahuacán de Los Membrillos; cuenta con la Escuela Normal Rural Miguel Hidalgo, fundada a partir de los ideales de la Revolución, es una institución formadora de docentes para el ámbito rural, atendiendo gratuitamente a hijos de campesinos y obreros.

## Economía

Plantación de agaves en Atotonilco el Alto

Puerto Vallarta

Jalisco, el séptimo estado en extensión y el cuarto más productivo de la república mexicana (después de Ciudad de México, Estado de México y Nuevo León), ha experimentado un importante crecimiento en su actividad económica  contando con un PIB de 183,189 millones de dólares en 2019 con el área metropolitana de Guadalajara como principal núcleo económico, e industrial, aportando el 67,71% del Total del PIB (124,047 MDD en 2019) Entre los principales productos que forman parte de la comercialización del estado destacan los cosméticos, aparatos electrónicos, tecnología, farmacéuticos, construcción, textiles, tabaco, alimentos y bebidas, artículos deportivos, etc. Así mismo, el sector de servicios también ha crecido con intensa pujanza, al igual que el sector turístico y el financiero.
Este desarrollo intensivo del sector comercial en la entidad es superado por la Ciudad de México, el Estado de México y Nuevo León.
La población económicamente activa en el sector agropecuario ha disminuido, mientras que en el sector terciario y secundario ha incrementado su demanda, sobre todo en los servicios y en el comercio. Sin embargo, el estado se distingue por el cultivo de granos como: maíz, sorgo, frijol, arroz, cebada, trigo, caña de azúcar, algodón, cártamo, soya, alfalfa, melón, papa, jitomate, papaya, café, mango, aguacate, plátano, guayaba, sandía y limón agrio.
Existe ganado porcino, bovino utilizado para abasto, y lechero, ovino, caprino y equino.
La actividad pesquera se realiza en los puertos de Barra de Navidad, considerado puerto de cabotaje, en Puerto Vallarta, considerado puerto de altura, y en la laguna de Chapala. Las especies que se obtienen son: huachinango, charal, pescado blanco, tortuga, bagre, carpa, camarón, tiburón, mojarra, rana y popocha.
Su actividad industrial es extractiva, minero metalúrgica, siderúrgica, maquinaria, equipo y material de transporte, productos químicos, madera, textil, eléctrica y electrónica, material fotográfico, alimentaria, bebidas, tequila, cerveza y calzado.

## Turismo

### Zonas arqueológicas

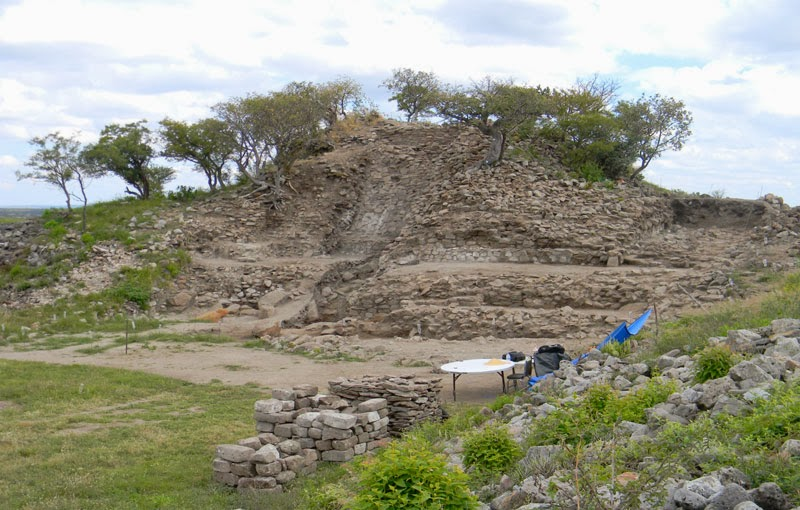
Ruinas de pirámide en Teocaltitlán.

Guachimontones (o Huachimontones) es un antiguo centro ceremonial y asentamiento prehispánico ubicado en la ciudad y municipio de Teuchitlán, aproximadamente a una hora al oeste de la ciudad de Guadalajara. Este asentamiento fue bautizado así por el nombre del lugar donde se descubrió este primer sitio arqueológico, posteriormente se han descubierto otros asentamientos de la misma tradición Teuchitlán, una compleja sociedad que existió probablemente desde 300 a. C. hasta 900 d. C.
Este centro ceremonial incluye varias construcciones con un estilo arquitectónico peculiar, entre ellas varios túmulos cónicos escalonados o pirámides rodeadas de patios circulares, dos juegos de pelota, un anfiteatro y algunas terrazas y edificios.
La palabra Teuchitlán se deriva de la voz Teotzitlán o Teutzitlán que se interpreta como “lugar dedicado a la divinidad”, “lugar del dios Tenoch” o “lugar dedicado al dios reverenciado”.
Posiblemente la fundación del poblado se remonta a los aztecas que lo erigieron en un cerro denominado Huachimontón, al norte de su actual asiento.2 Fue fundado por integrantes de las tribus nahuatlacas que colonizaron el centro de México en el periodo postclásico, sin embargo se sabe que las construcciones vecinas a Teuchitlán son anteriores a tal colonización. La cultura creadora de las construcciones en Guachimontones recibe el nombre de tradición Teuchitlán, y tuvo su período de apogeo entre los años 200 y 400 d. C, desapareciendo hacia el año 900 d. C., posiblemente antes del arribo de los colonizadores náhuatl.
Además, de dicho asentamiento, en el centro del estado y en Los Altos de Jalisco se localizan restos de poblados ya en deterioro en los poblados de Valle de Guadalupe, Zapopan, Atotonilco el Alto, cerro del Chiquihuitillo en Pegueros, cerro Encantado en Teocaltiche y Teocaltitlán de Guadalupe en Jalostotitlán, que su mayor influencia arquitectónica tuvo relatividad a los pueblos chichimecas y a la cultura chupícuara del estado de Guanajuato.

### Zonas de monumentos históricos
- San Miguel el Alto

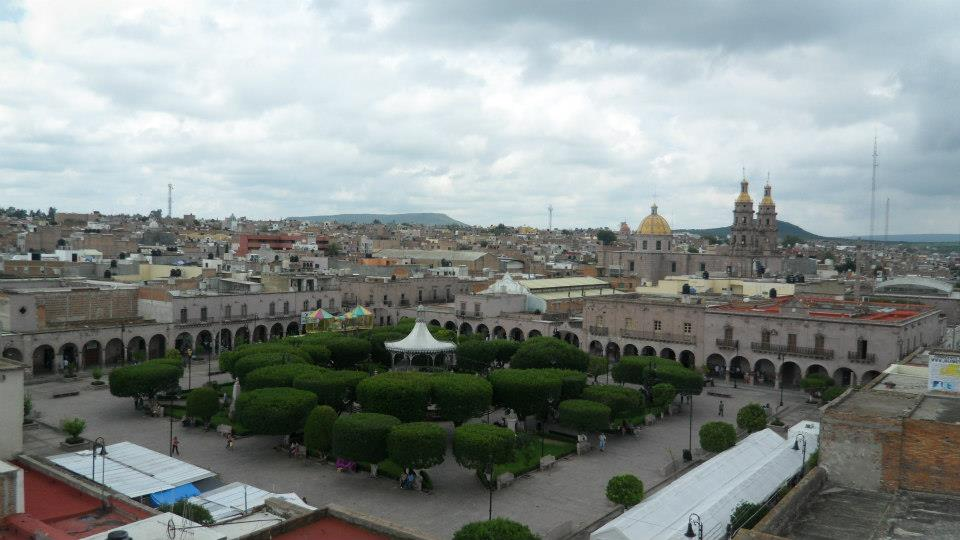
Centro Histórico de San Miguel el Alto, Patrimonio Nacional.
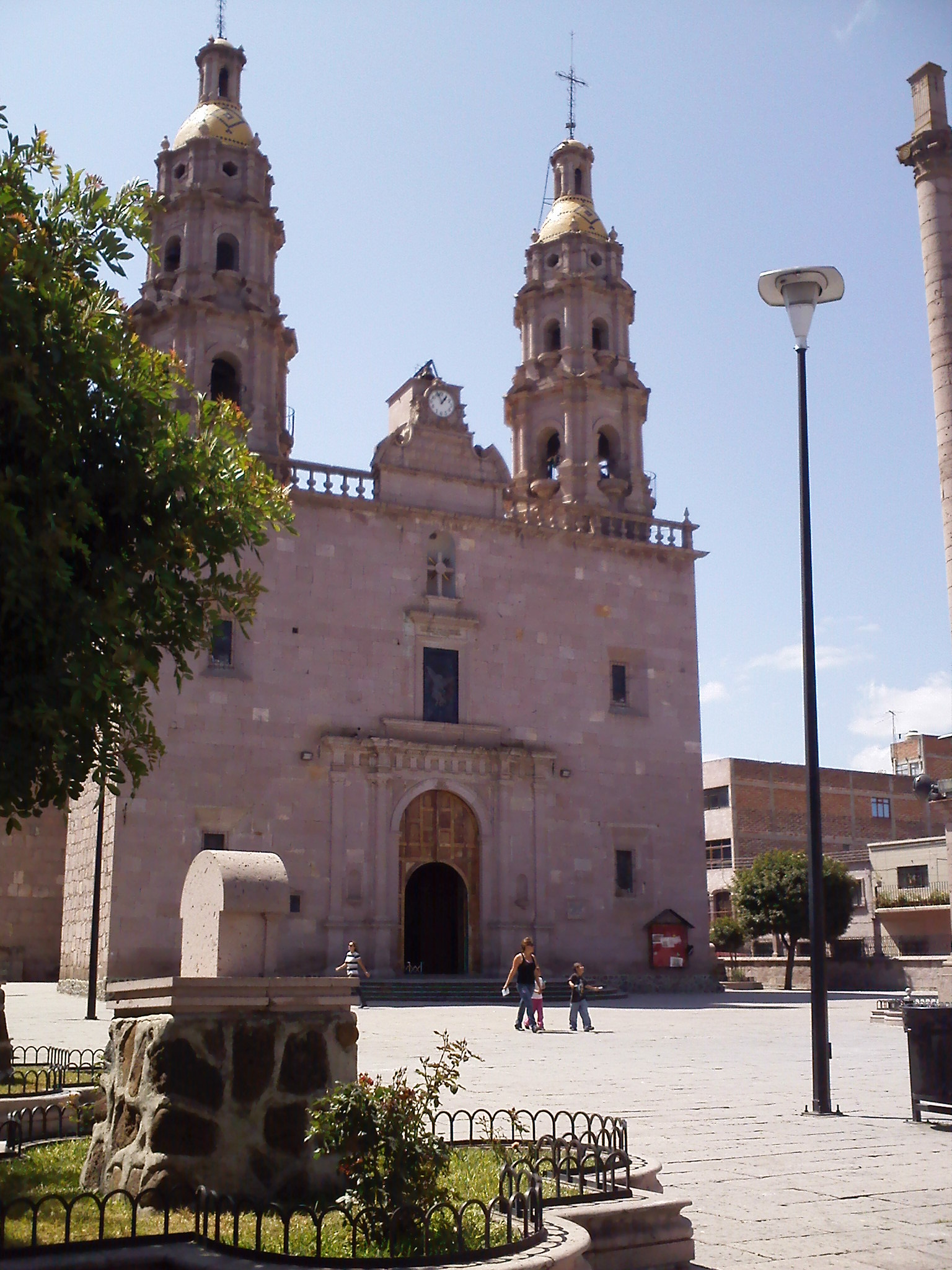
Parroquia de San Miguel Arcángel en San Miguel el Alto, Patrimonio Histórico de la Nación.
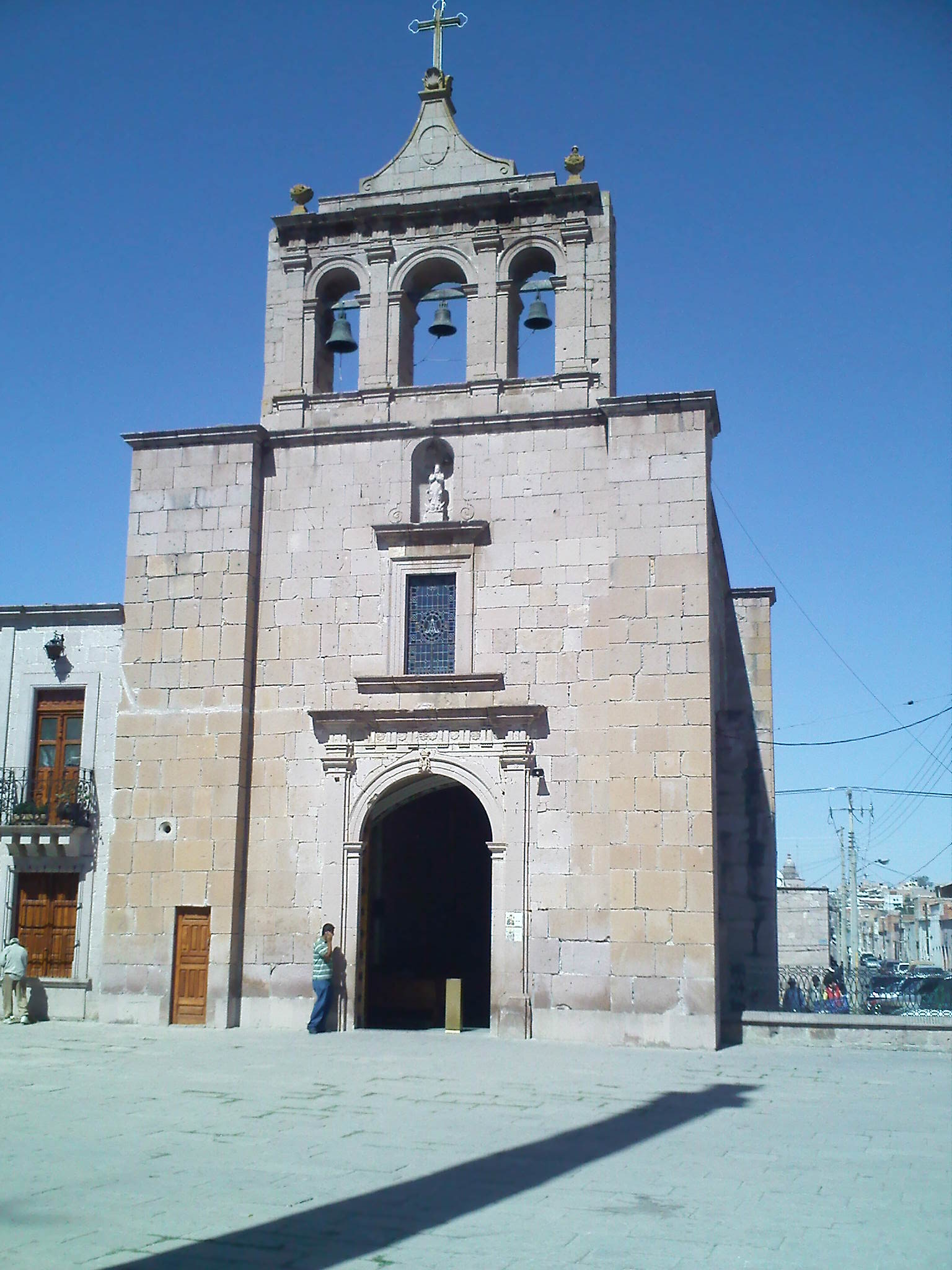
Santuario de la Purísima en San Miguel el Alto.
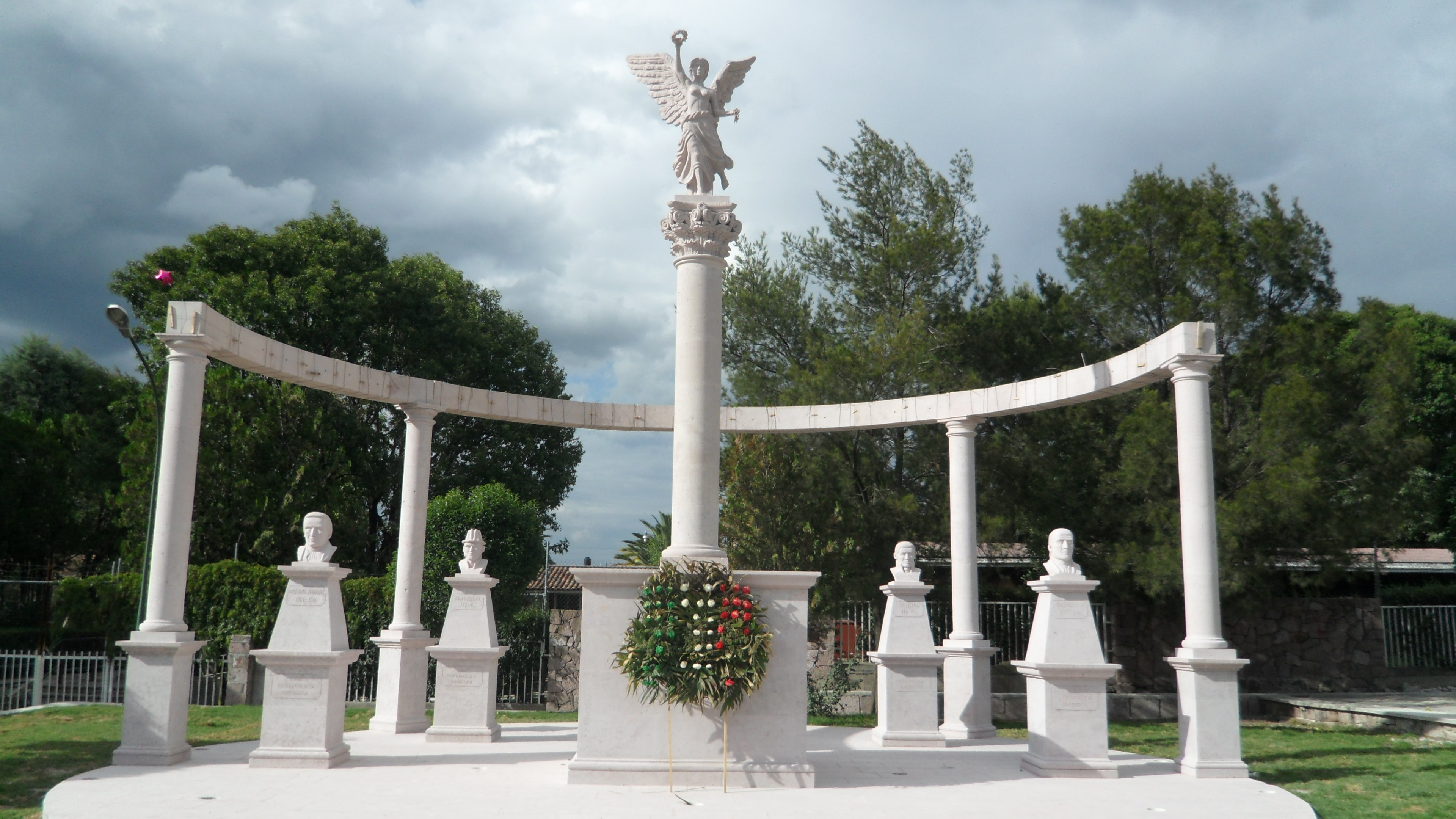
Hemiciclo del Bicentenario en San Miguel el Alto.
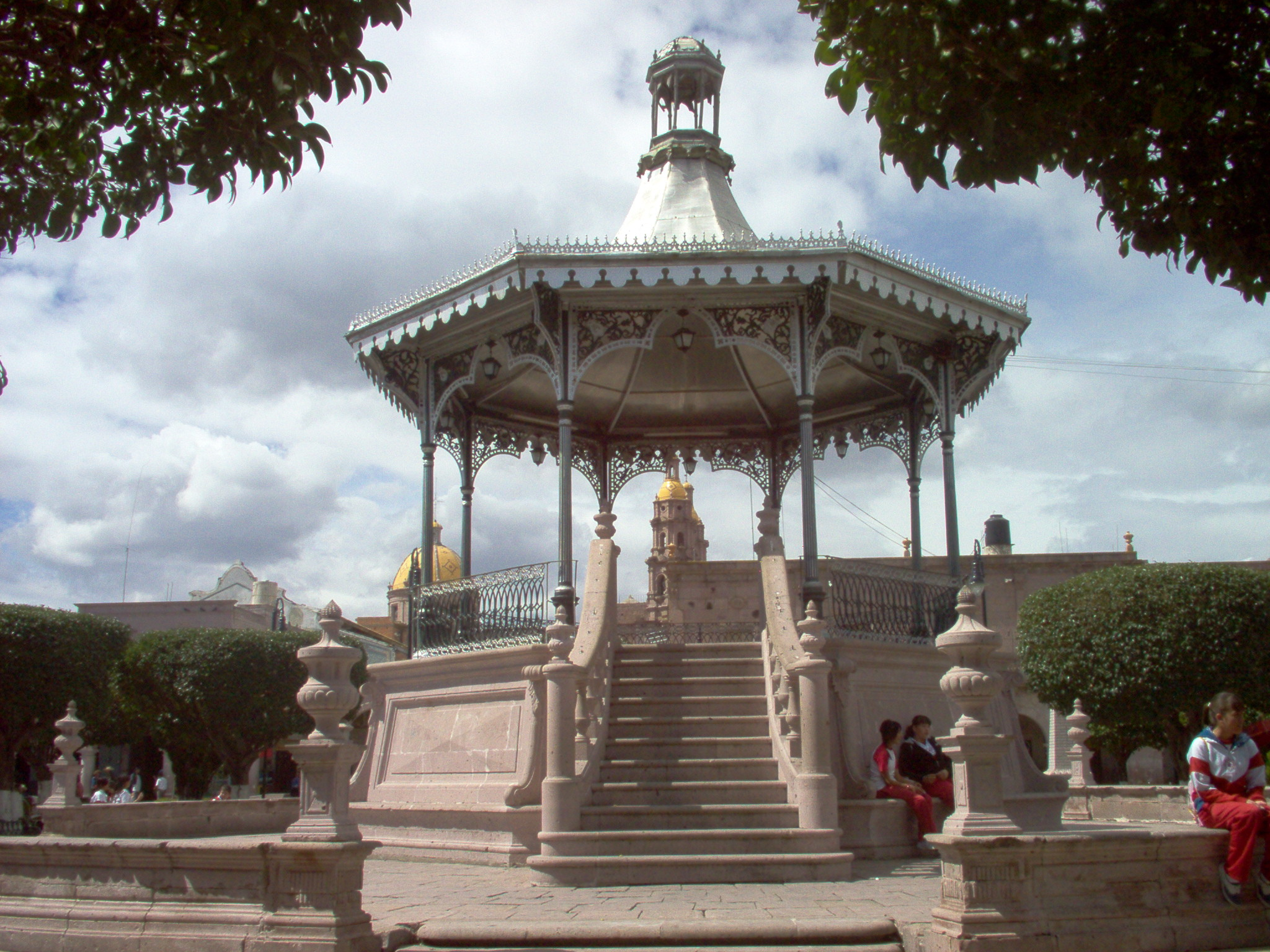
Kiosco del Centenario de la Plaza de Armas de San Miguel el Alto.
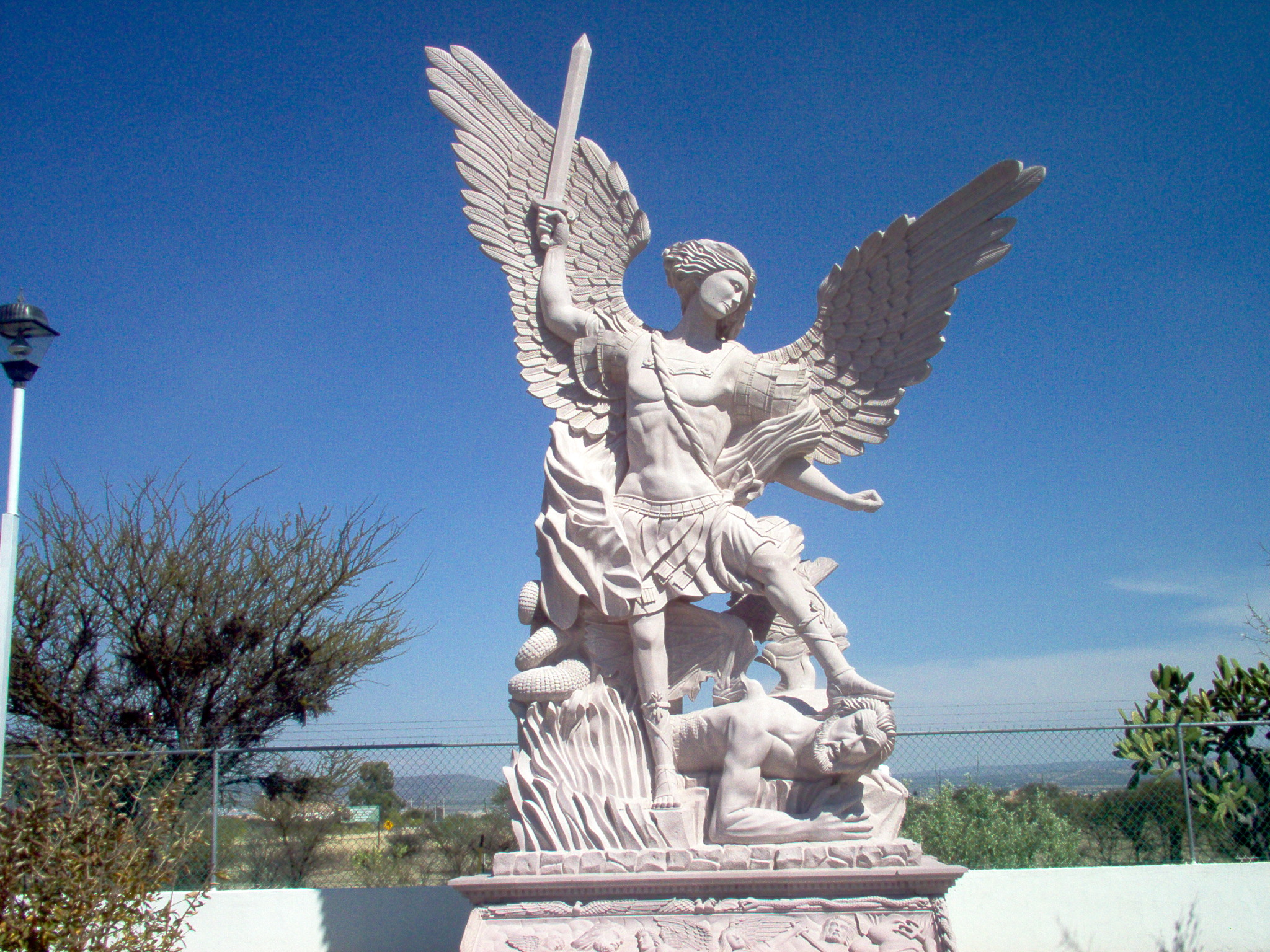
San Miguel Arcángel inmortalizado en cantera rosa de San Miguel el Alto.

- Guadalajara

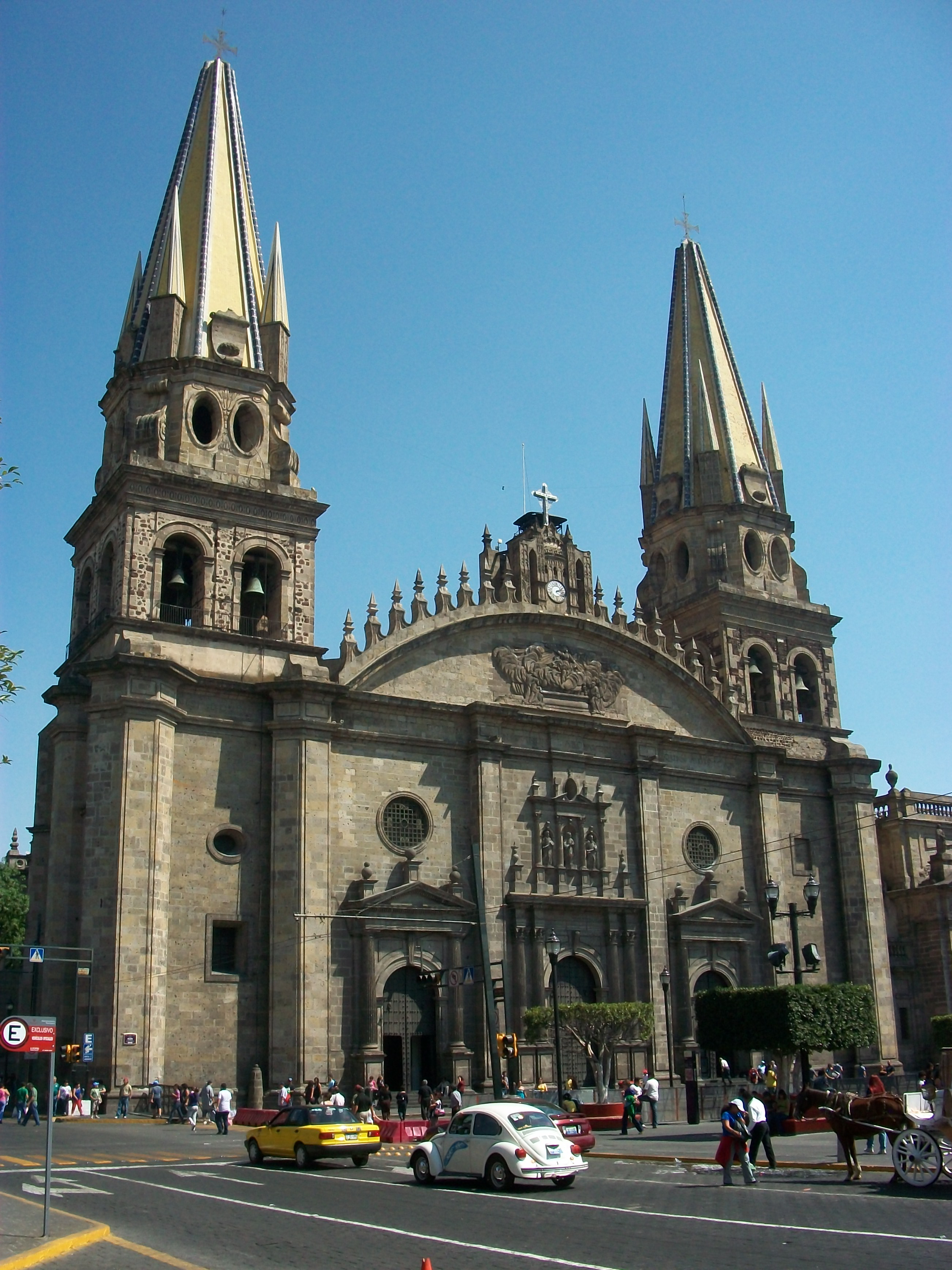
Catedral de Guadalajara, Patrimonio de la Humanidad.
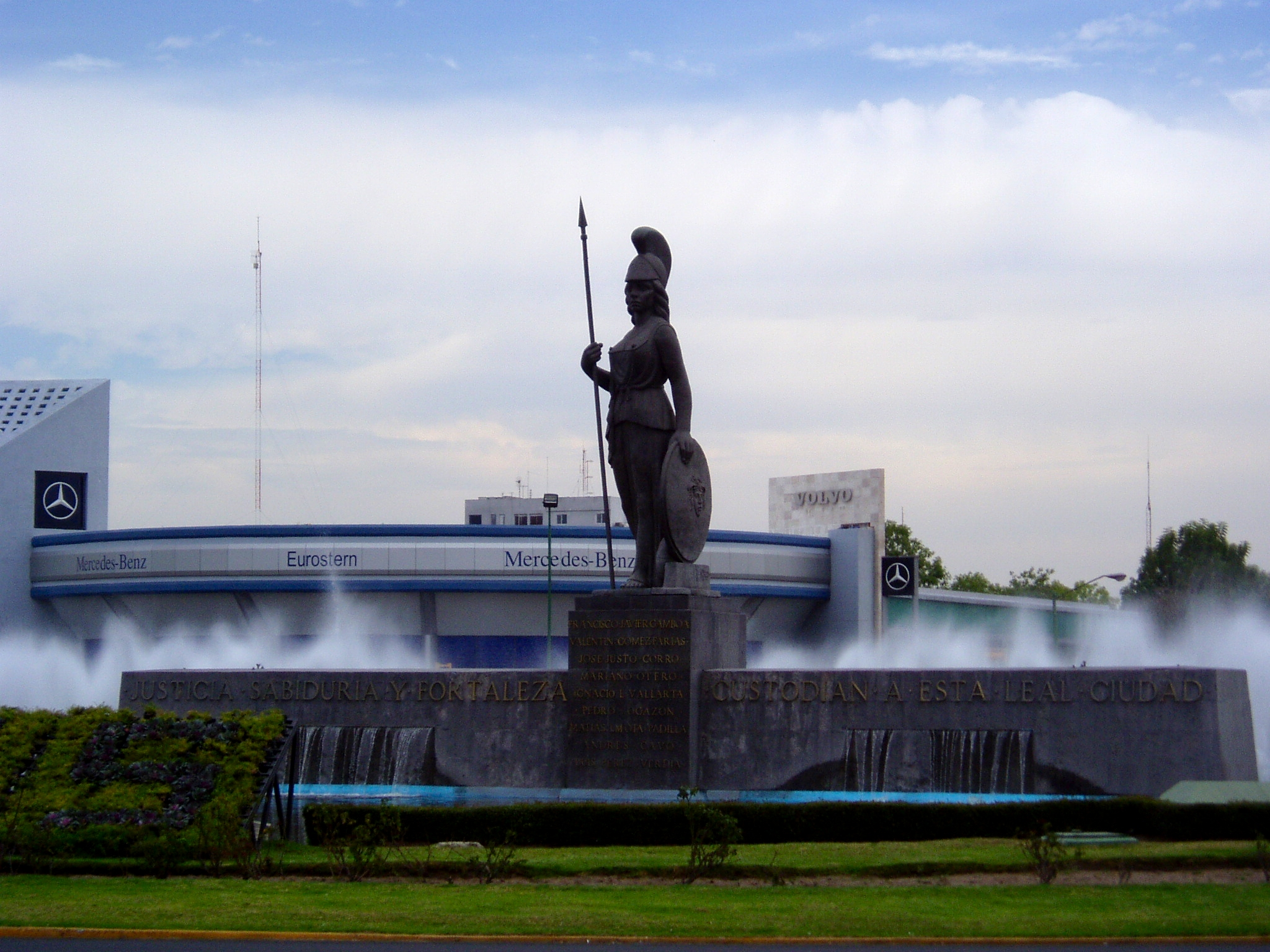
Estatua y fuente de La Minerva.
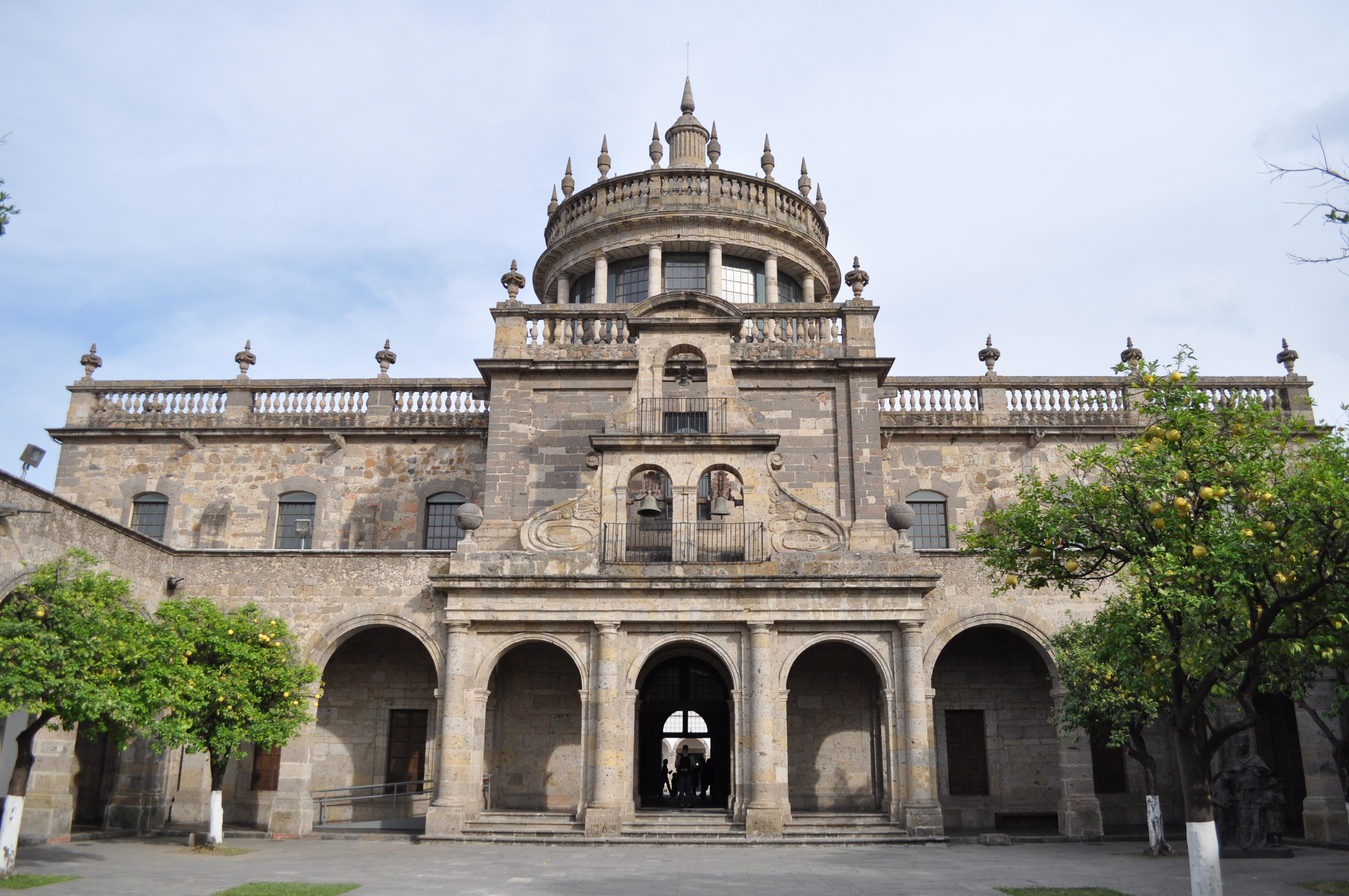
Fachada del Hospicio Cabañas.
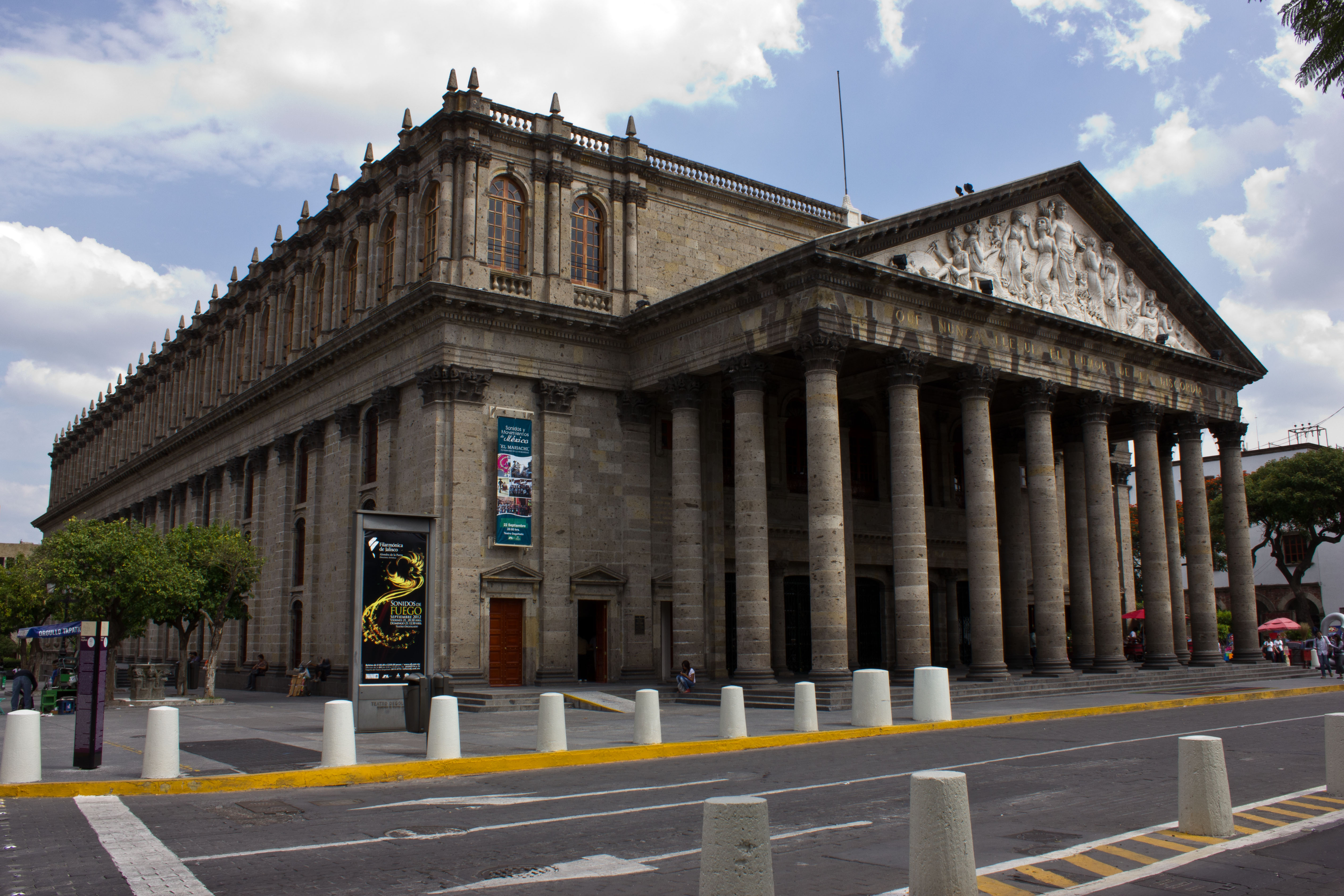
Teatro Degollado.
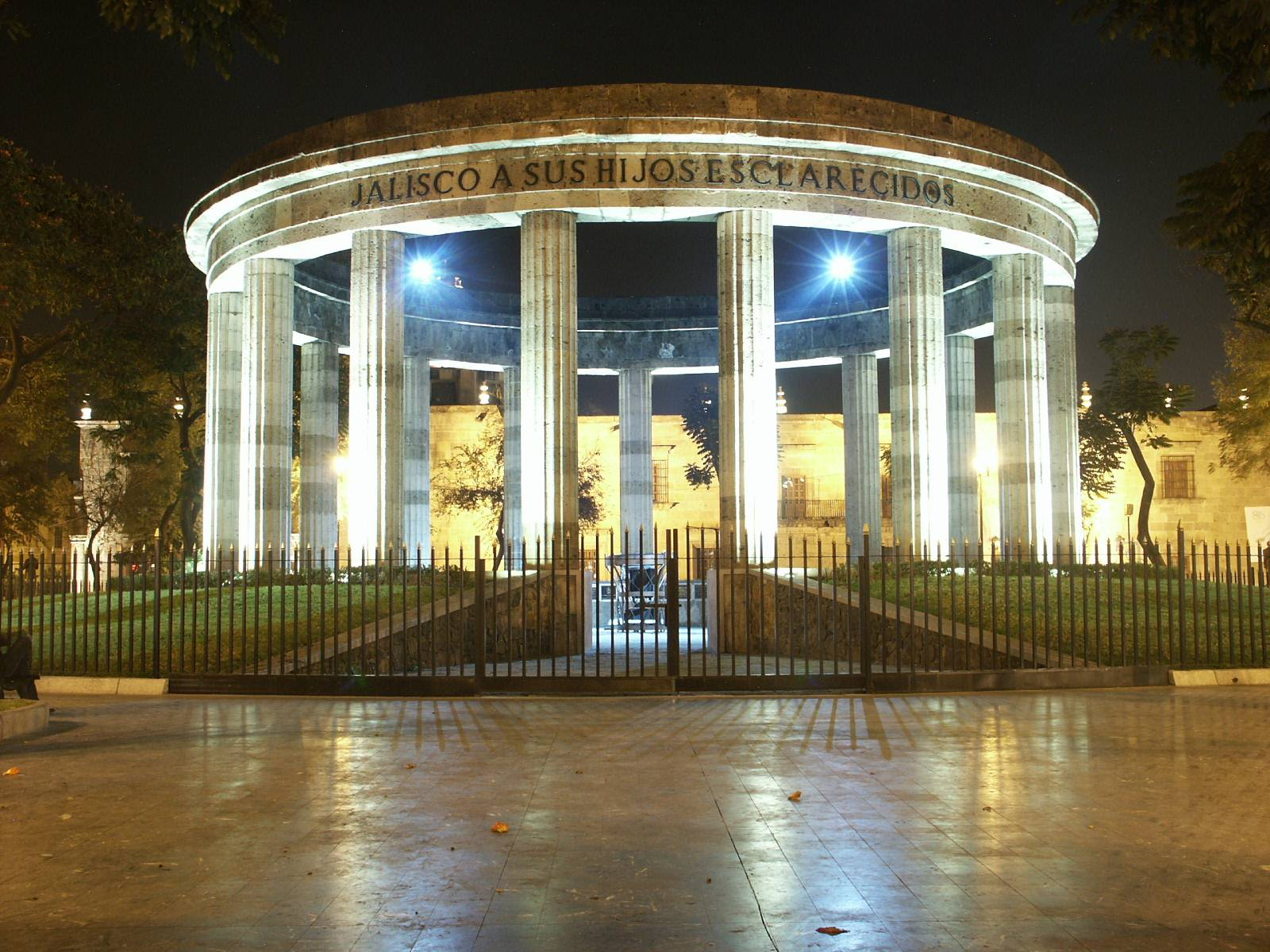
Rotonda de los Jaliscienses Ilustres.
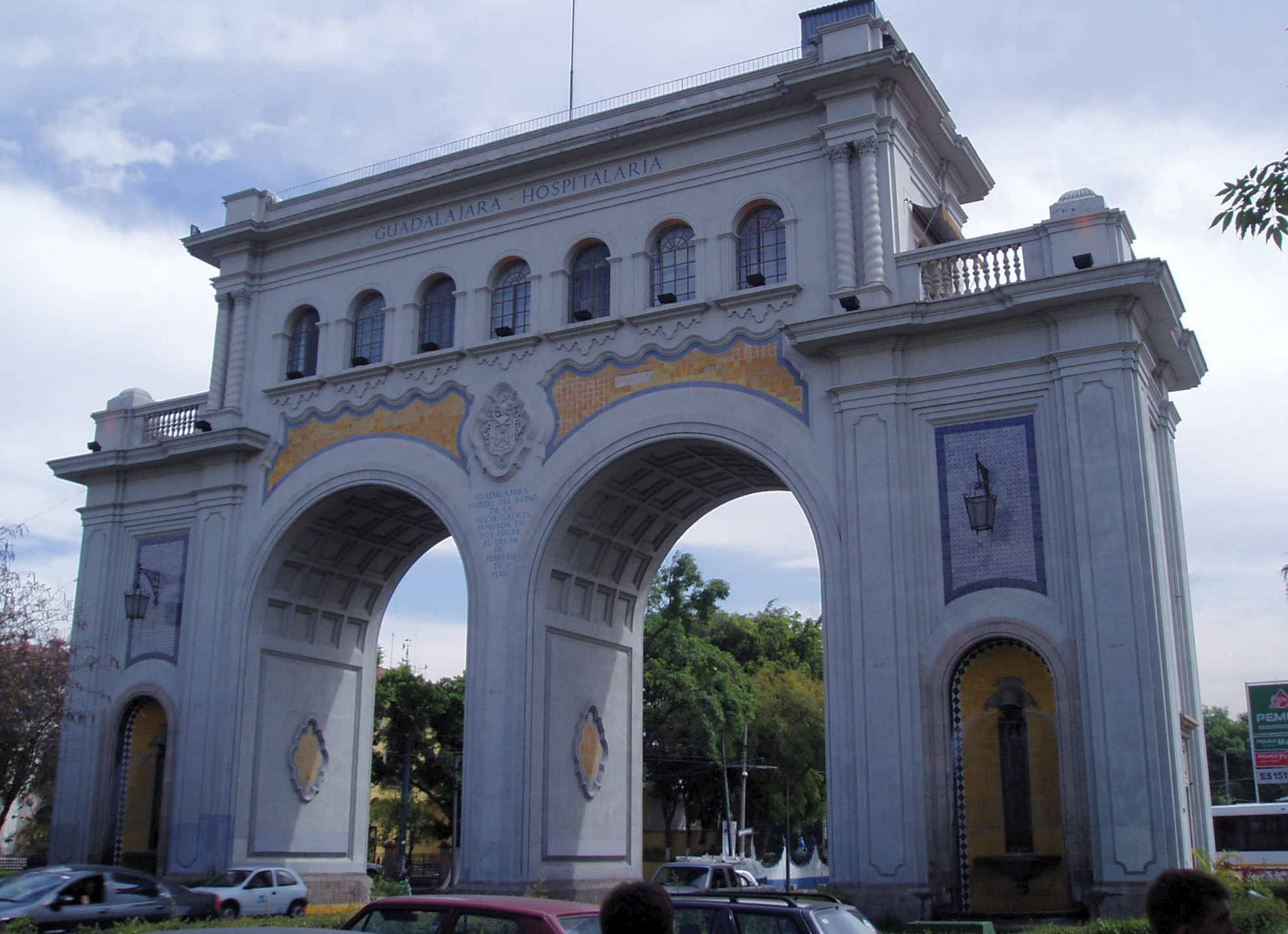
Los Arcos de Guadalajara.
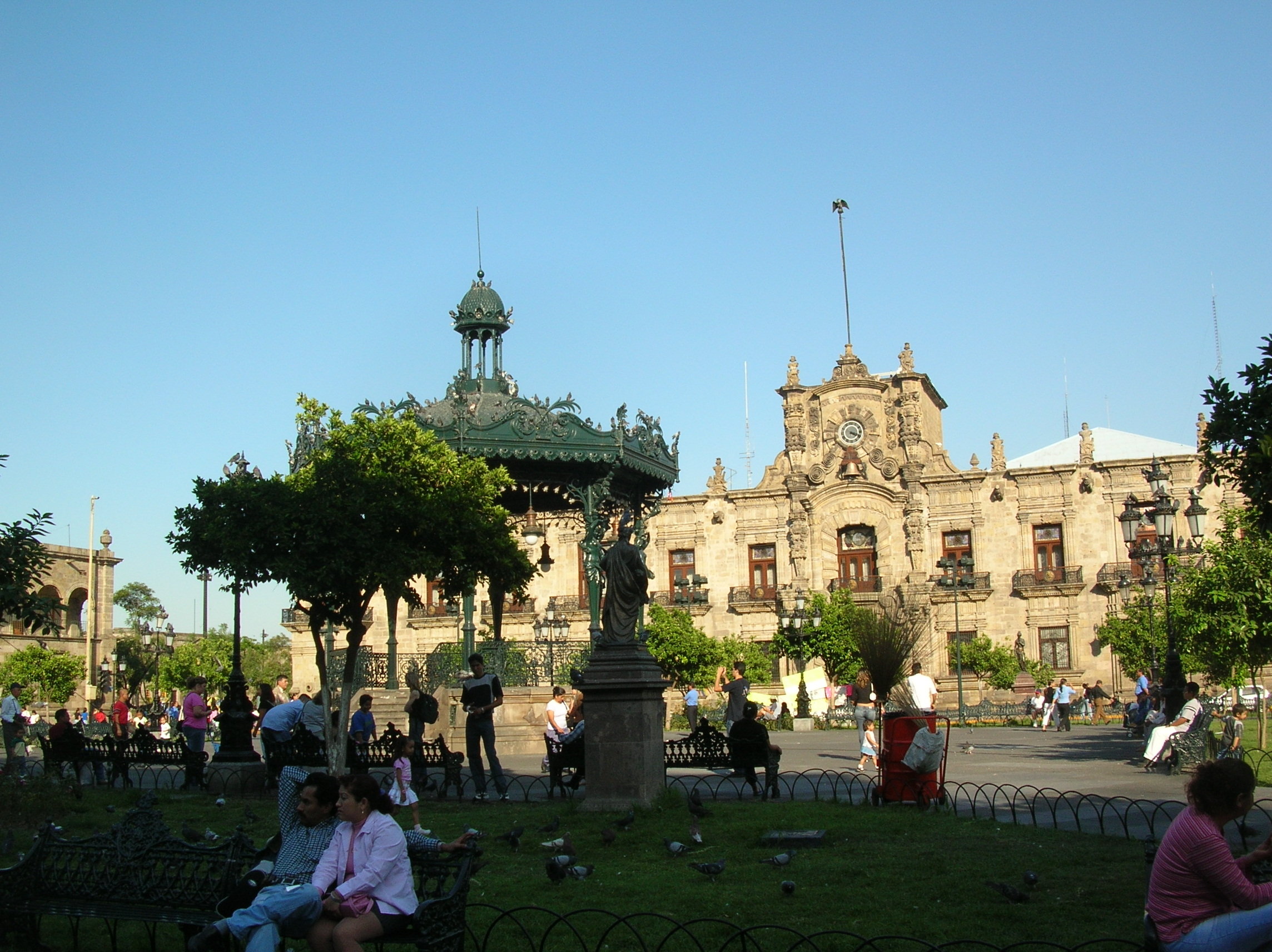
Palacio de Gobierno y Plaza de Armas de Jalisco.

### Pueblos mágicos
- Ajijic
- Lagos de Moreno
- Mascota
- Mazamitla
- Talpa de Allende
- Tapalpa
- Tequila
- Tlaquepaque
- San Sebastián del Oeste
- Sayula

| Mazamitla                  |                    |
| Parroquia de San Cristóbal | Bosque de Mzamitla |

| Tequila                       |                                      | |
| Parroquia de Santiago Apóstol | Patio del Museo Nacional del Tequila | Placa conmemorativa de la inscripción del Paisaje Agavero y la industria del tequila como Patrimonio Mundial de la UNESCO |

| Lagos de Moreno                            |                          |              |                              |                            |
| Parroquia de Nuestra Señora de la Asunción | Parroquia de El Calvario | Puente Lagos | Jardín de los Constituyentes | Escuela de Artes y Oficios |

| San Sebastián del Oeste |                   |                                  |
| Puente de acceso        | Ruinas La Máquina | Calle de San Sebastián del Oeste |

| Tapalpa |           |                  |
| Arroyo  | Piedrotas | Calle de Tapalpa |

### Centros Religiosos

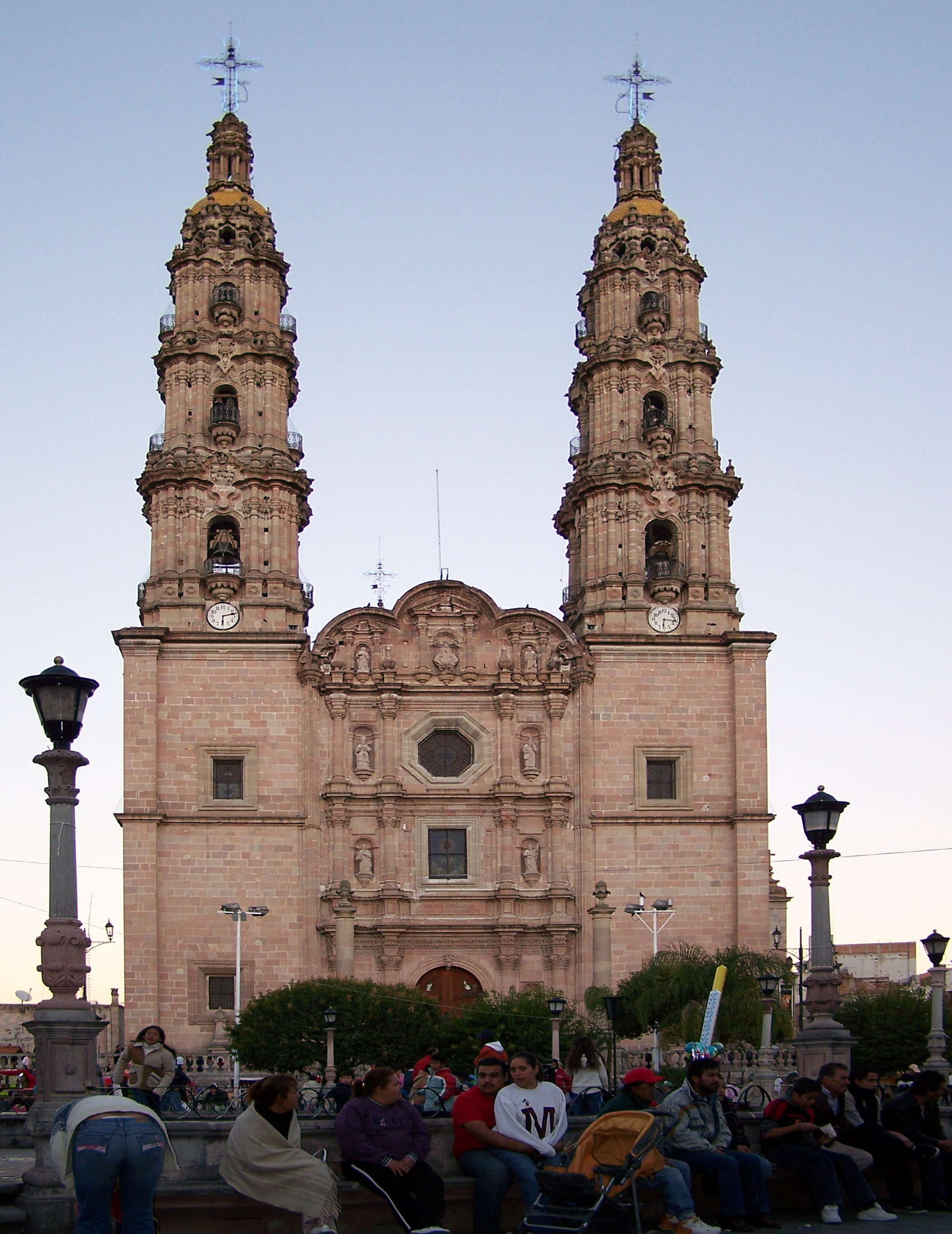
Catedral Basílica de Nuestra Señora de San Juan de los Lagos en San Juan de los Lagos, segundo centro religioso más visitado del país

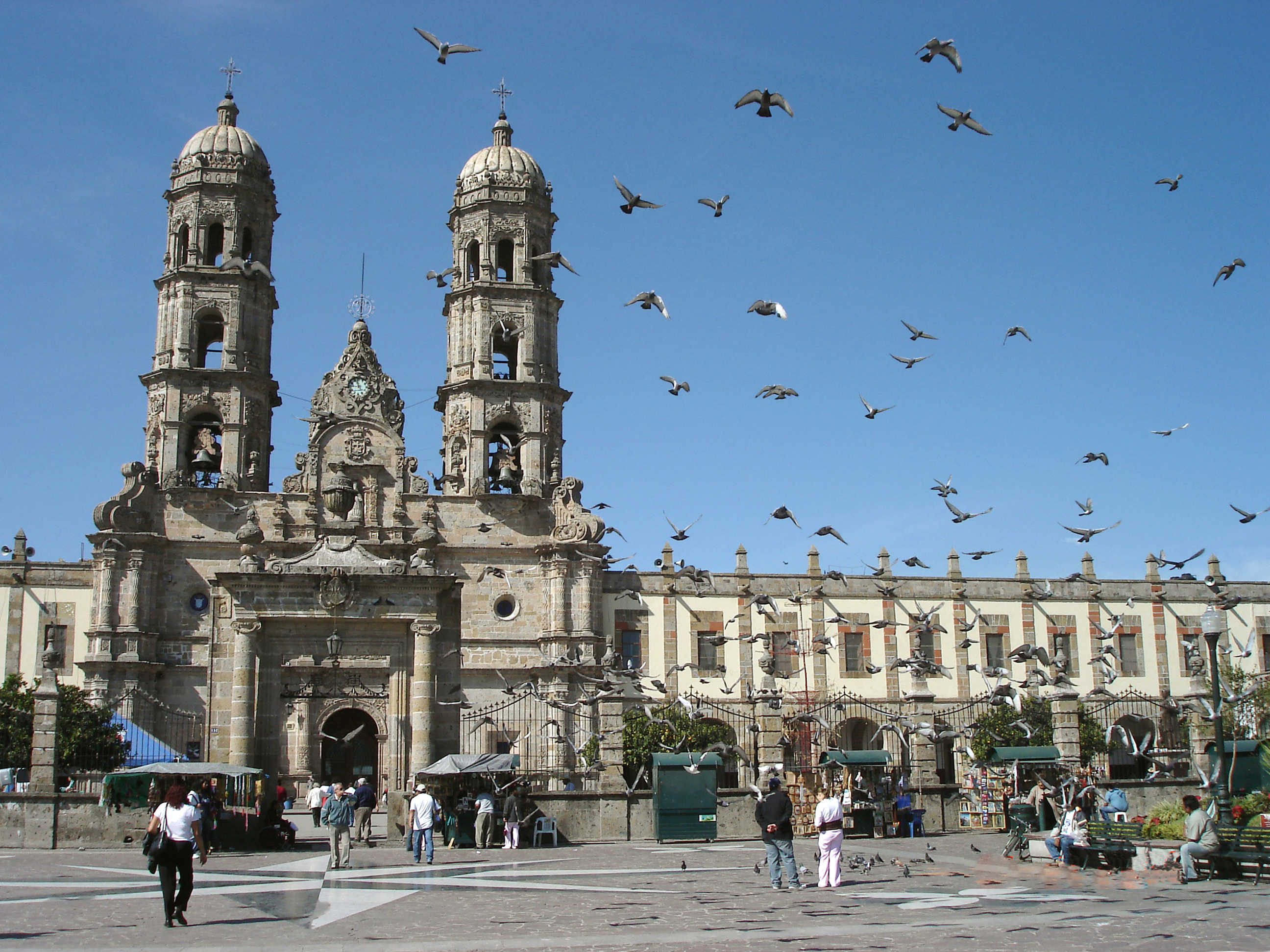
Basílica de Zapopan, en Zapopan.

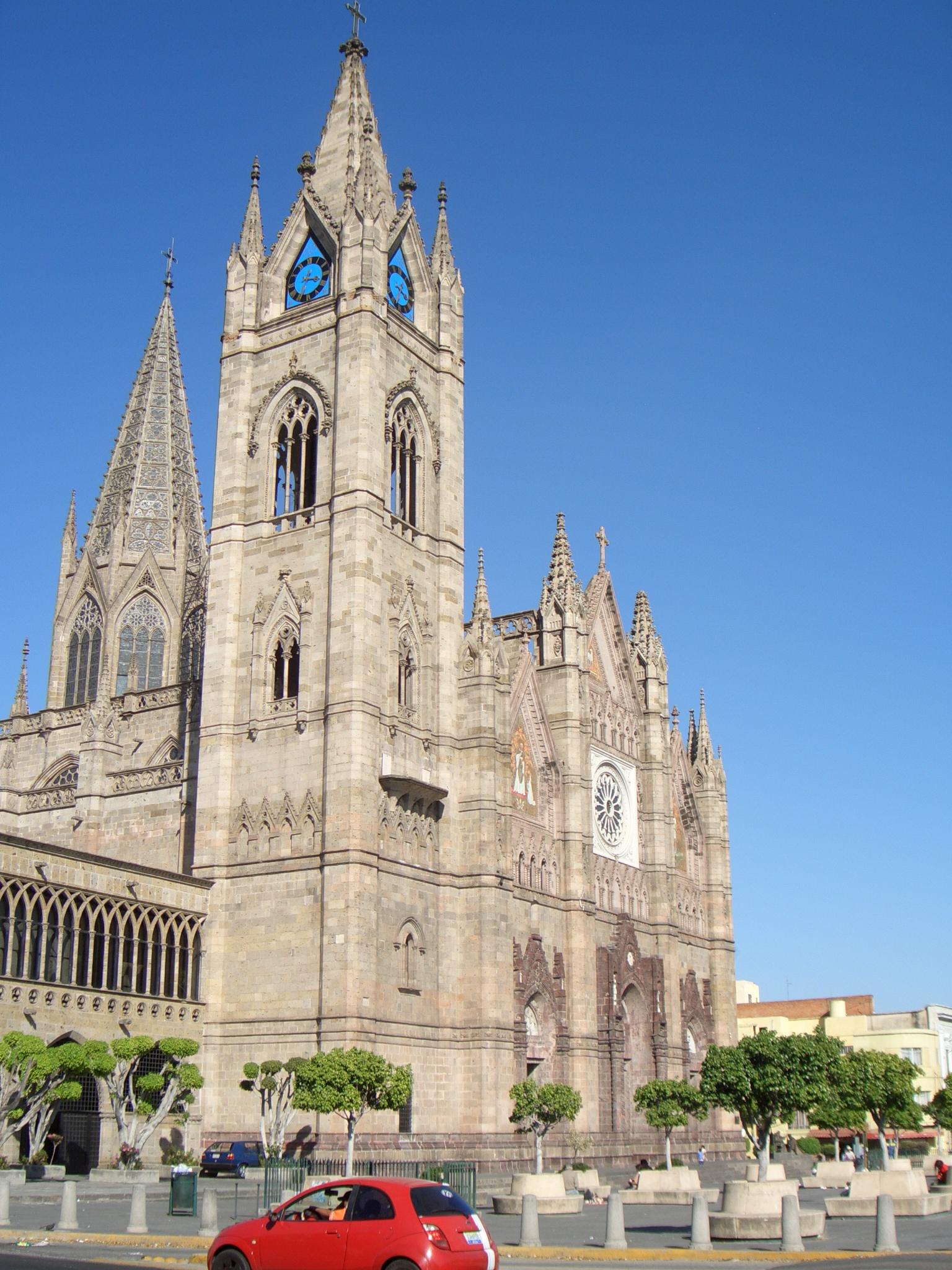
Templo Expiatorio de Guadalajara

- Catedral Basílica de Nuestra Señora de San Juan (San Juan de los Lagos)
- Basílica de Nuestra Señora de Zapopan (Zapopan)
- Catedral Metropolitana (Guadalajara)
- Basílica de San Felipe Neri (Guadalajara)
- Templo Expiatorio de Guadalajara
- Basílica de Nuestra Señora del Rosario, o de Talpa (Talpa de Allende)
- Catedral de Nuestra Señora de la Asunción (Zapotlán el Grande)
- Parroquia de San Antonio (Zapotlán el Grande)
- Parroquia del Sagrario/Expiatorio (Zapotlán el Grande)
- Santuario del Señor de la Misericordia (Tepatitlán)
- Santuario de Santo Toribio Romo, (Jalostotitlán)
- Parroquia de la virgen de los dolores (Teocaltiche)
- Parroquia de Nuestra Señora de la Asunción (Lagos de Moreno)
- Señor de Los Afligidos (Capilla de Guadalupe)
- Santuario de Los Reyes Magos (Cajititlán de los Reyes, Tlajomulco de Zúñiga)
- Santuario de San José Obrero (Arandas)
- Santuario del Señor de los Rayos (Totatiche)
- Santuario de Nuestra Señora del Rosario y Del Señor de la Misericordia (Unión de Tula)
- Parroquia de San Francisco de Asís (Tizapán el Alto)

## Infraestructuras
En Jalisco se localiza la segunda ciudad más poblada del país, Guadalajara, que junto con Tlaquepaque, Tonalá, El Salto, Tlajomulco de Zúñiga y Zapopan forman la zona metropolitana de la ciudad. El estado muestra una imagen comercial importante debido a su sistema de comunicaciones y vías férreas, que reflejan un factor importante para ampliar su desarrollo.
Jalisco cuenta con los siguientes destinos carreteros: Guadalajara-Mazatlán-Nogales; Ciudad Juárez-Zacatecas-Lagos de Moreno-Oaxaca-Tapachula y Guadalajara-México-Veracruz. Cuenta con instalaciones portuarias que aprovechan las condiciones naturales del estero El Salado en Puerto Vallarta, dentro de la bahía de Banderas. Se conecta con los puertos de Manzanillo y Mazatlán. Posee dos aeropuertos internacionales: el de Guadalajara y Puerto Vallarta, los cuales sitúan a Jalisco dentro de las rutas internacionales más importantes.

## Turismo
Jalisco es uno de los estados más típicos del país, ya que es el símbolo del tequila, mariachi, charrería y mujeres bellas. Es un estado geográficamente privilegiado ya que cuenta con playas como Puerto Vallarta, Barra de Navidad, Melaque, Costalegre y Tenacatita. Así mismo, cuenta con el lago más grande de México que es Chapala donde se pueden encontrar pueblos típicos como Chapala, Ajijic, Jocotepec y Tizapan el Alto. En el ámbito de turismo religioso cuenta con tres de los centros Marianos más visitados en México; San Juan de los Lagos (Virgen de San Juan), Zapopan (Virgen de Zapopan) y Talpa de Allende (Nuestra Señora del Rosario), otros centros religiosos como el Santuario de Santo Toribio Romo (Mártir de la revolución cristera) en Jalostotitlán.

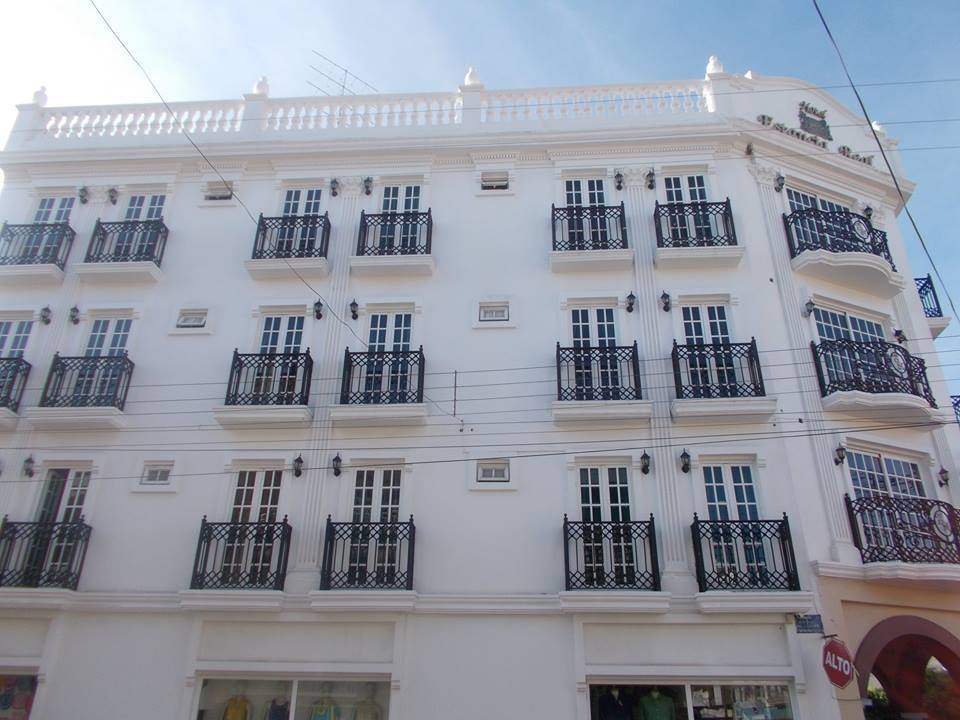
Hotel Estancia Real, en capilla de Guadalupe, Tepatitlán de Morelos.

### Comunicación y transporte

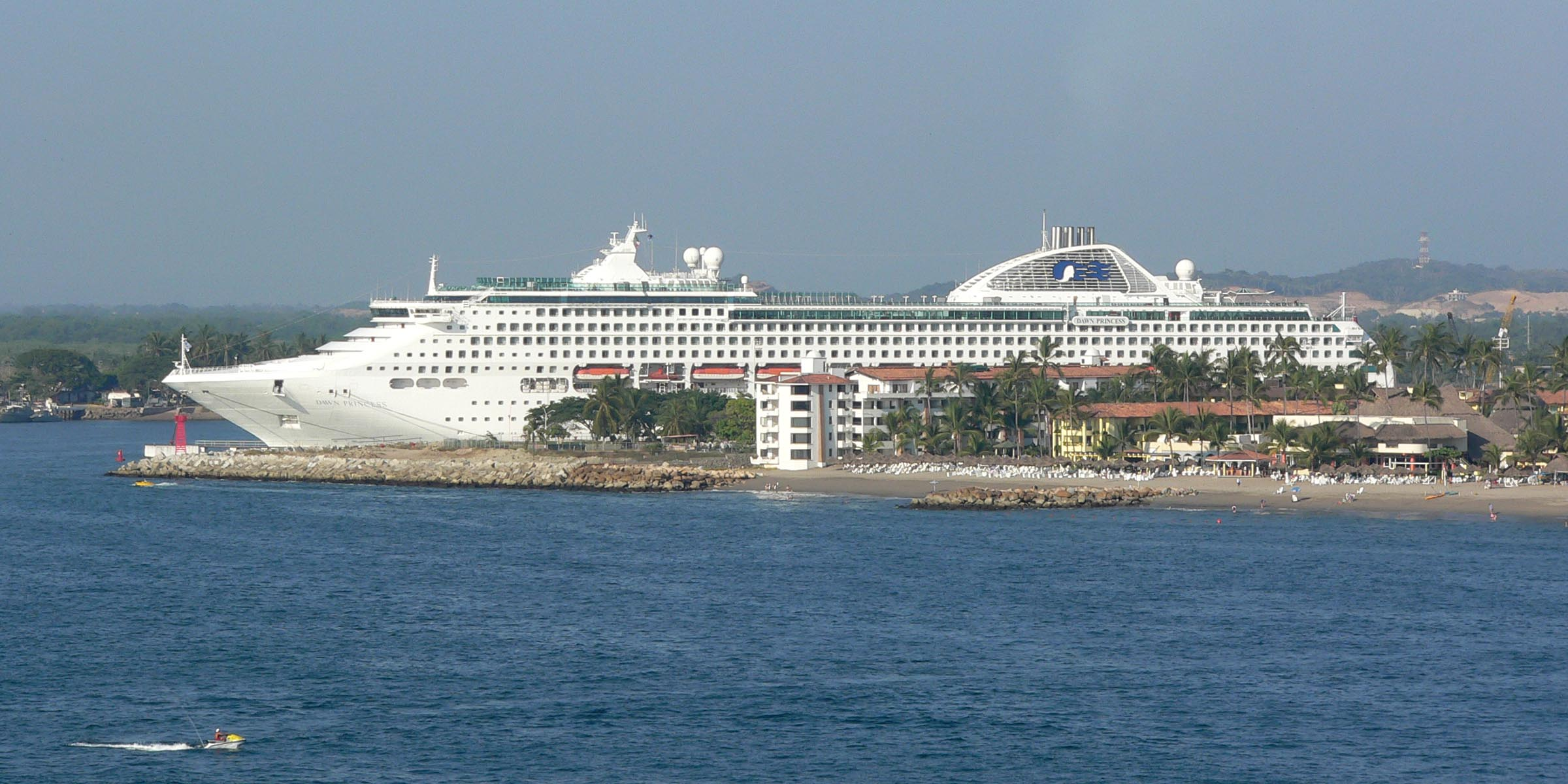
Dawn Princess en Puerto Vallarta.

Las comunicaciones y transportes son dos actividades importantes para el desarrollo social y económico del Estado, ya que su función primordial es la de facilitar la integración social y geográfica del territorio para el traslado de personas y bienes.
La ubicación geográfica de Jalisco en el Occidente de la Nación Mexicana es estratégica, lo que le ha valido una privilegiada comunicación, tanto con el Centro, Sur, Este, Norte de la Nación, como con los Puertos del Pacífico, con las entidades vecinas y al interior del Estado.
La participación de las comunicaciones en la formación del producto interno bruto ha generado el 6% del Estado. La estructura interna de este sector ha experimentado algunos cambios, puesto que la evaluación de las actividades tradicionales de correos y telégrafos, se ha visto contrarrestada ante el rápido crecimiento de la infraestructura telefónica, actividad que aumentó su importancia de manera considerable para 1997. Este aumento pone de manifiesto la integración e intercomunicación que a través de este medio está teniendo la entidad.

### Carreteras

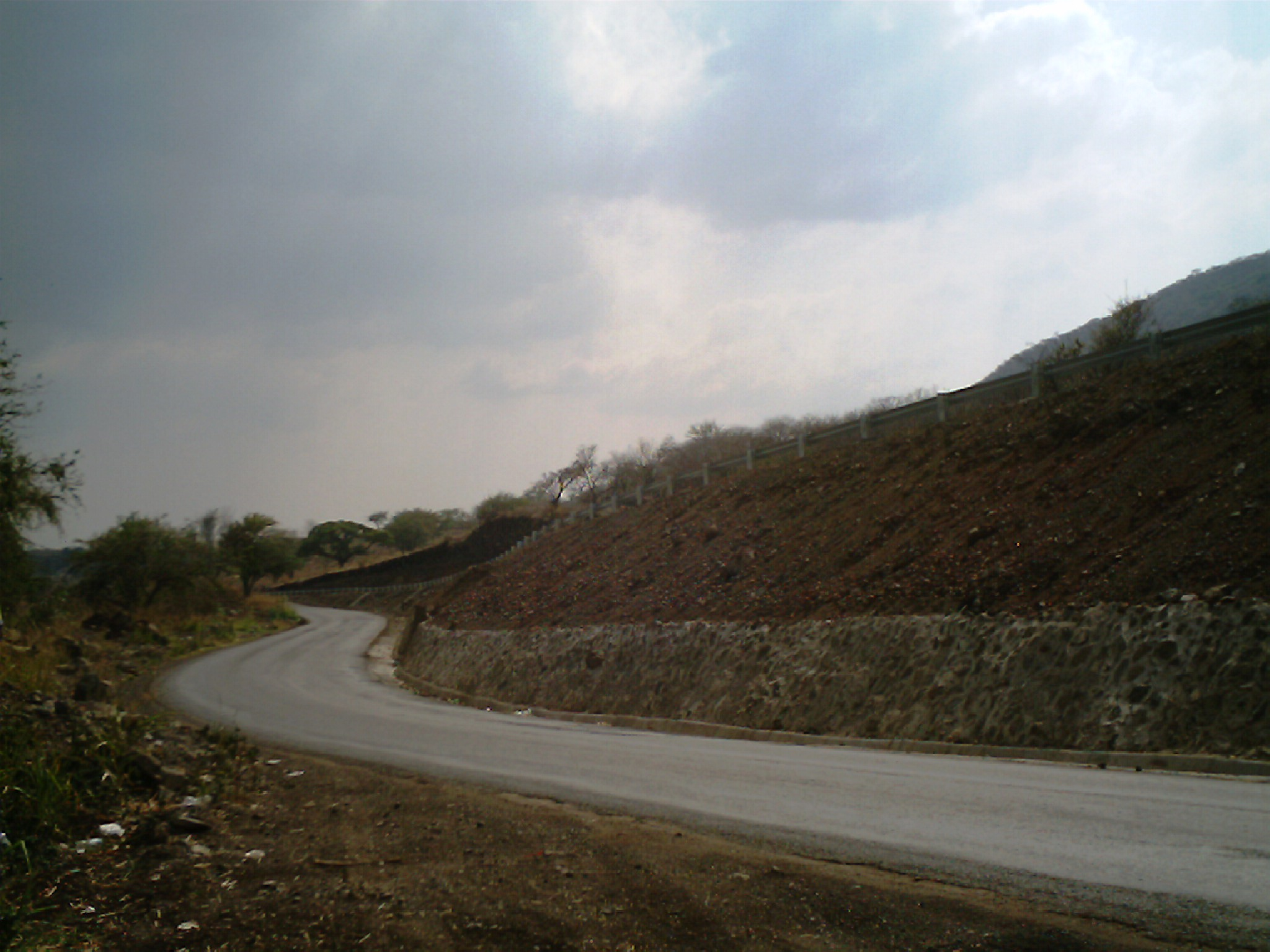
Carretera estatal número 71 en su tramo de subida a La Barca a las comunidades sobre la meseta.

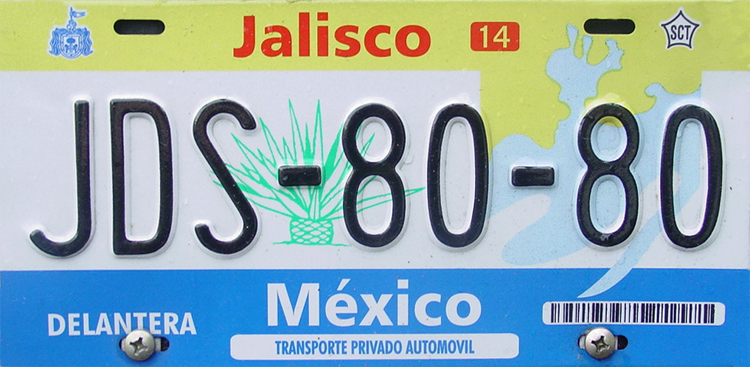
Antigua placa vehicular del estado.

El estado se encuentra comunicado por una amplia red de carreteras, a través de las cuales integra a la entidad con el resto del país y que, conjuntamente con las carreteras estatales, permite comunicación con las 125 cabeceras municipales de la entidad, en una extensión de 25 303 098 km, de los que 5148.28 km corresponden a carreteras libres; 5148.28 km a carreteras de red federal; 3095.46 km a carreteras de red estatal; 566.10 km a carreteras de cuota; 5433.70 km a caminos rurales; y 14 155.90 a caminos de brechas. Sus principales vías de comunicación vinculan a la entidad con el interior de Jalisco, con la capital de la República y con los principales centros industriales, tales como Monterrey, N.L., Saltillo y Torreón, Coah.; Querétaro, Qro.; León y Salamanca, Gto.; San Luis Potosí y el noroeste, centro y sur del país.
El avance logrado en la construcción de caminos, ha impulsado notoriamente a los municipios que se vincularon a la red carretera, los que experimentaron un aumento en su nivel de desarrollo, dado principalmente en las regiones de alto potencial, lo que tuvo un efecto acelerador de la dinámica social y económica de las zonas favorecidas entre las regiones.
La capital del estado cuenta con una eficiente red vial, sobre todo en las vías de entrada y salida a la ciudad, así como de vías rápidas que la cruzan, en las que se localizan los pasos a desnivel en los cruces de las vías de ferrocarril y en vías rápidas.
- Carretera Guadalajara-Nogales, que permite comunicación con los estados del Norte del país, los Puertos del Pacífico y la Frontera con los Estados Unidos.
- carretera Federal 80 vía de comunicación que conecta con la Costa Alegre, y municipios como Cocula, Tecolotán, Autlán y Cihuatlán. Así como la Zona metropolitana de Guadalajara y la afamada región de los Altos de Jalisco pasando por Tepatitlán, Jalostotitlán, San Juan de los Lagos y Lagos de Moreno, por mencionar los municipios más importantes.

Igualmente existe la vía cuota y libre a Colima, que conecta municipios como Sayula y Zapotlán El Grande con la capital del Estado.
- Hacia el centro del país el Estado se conecta por la carretera Guadalajara-México, interconectando al sur y sureste del país; además de las carreteras de Guadalajara-Chapala-Jocotepec y La Barca-Ocotlan, dando comunicación esta última al Corredor Industrial del Salto.
- Hacia el noroeste del país la comunicación se da a través de la carretera Guadalajara-Zacatecas-Saltillo, en donde existe comunicación con la frontera central con los Estados Unidos.

La carretera León-Lagos de Moreno-Aguascalientes y la continuación de la carretera Lagos de Moreno- San Luis Potosí. Así mismo, la carretera Guadalajara-Colotlán, con los ramales a San Martín de Bolaños y Mezquitic, que integran a la región Norte con el resto del estado.

### Red ferroviaria
En la red ferroviaria convergen tres ejes ferroviarios, que une a la entidad con las regiones del Norte de la república, hasta la frontera con los Estados Unidos; al sur permitiendo comunicación con el Puerto de Manzanillo y con el Centro de la república a través de la línea Guadalajara-México. El Estado cuenta con una longitud de red ferroviaria de 153.22 km de vías. El sistema ferroviario en la entidad establece vinculación a través de las líneas: Guadalajara-Ocotlán- La Barca-México, Línea en que se localiza la mayor parte de la industria de Jalisco, ya que establece comunicación con el Corredor Industrial del Salto. La segunda línea en importancia vincula a Guadalajara con el puerto de Manzanillo, Colima, uniendo a Guadalajara con Zacoalco de Torres, Sayula, Zapotlán El Grande y Tuxpan. La tercera comunica a Guadalajara con el noroeste del país hacia la frontera norte con los Estados Unidos por Mexicali, B.C. y Nogales, Son.

### Infraestructura aérea

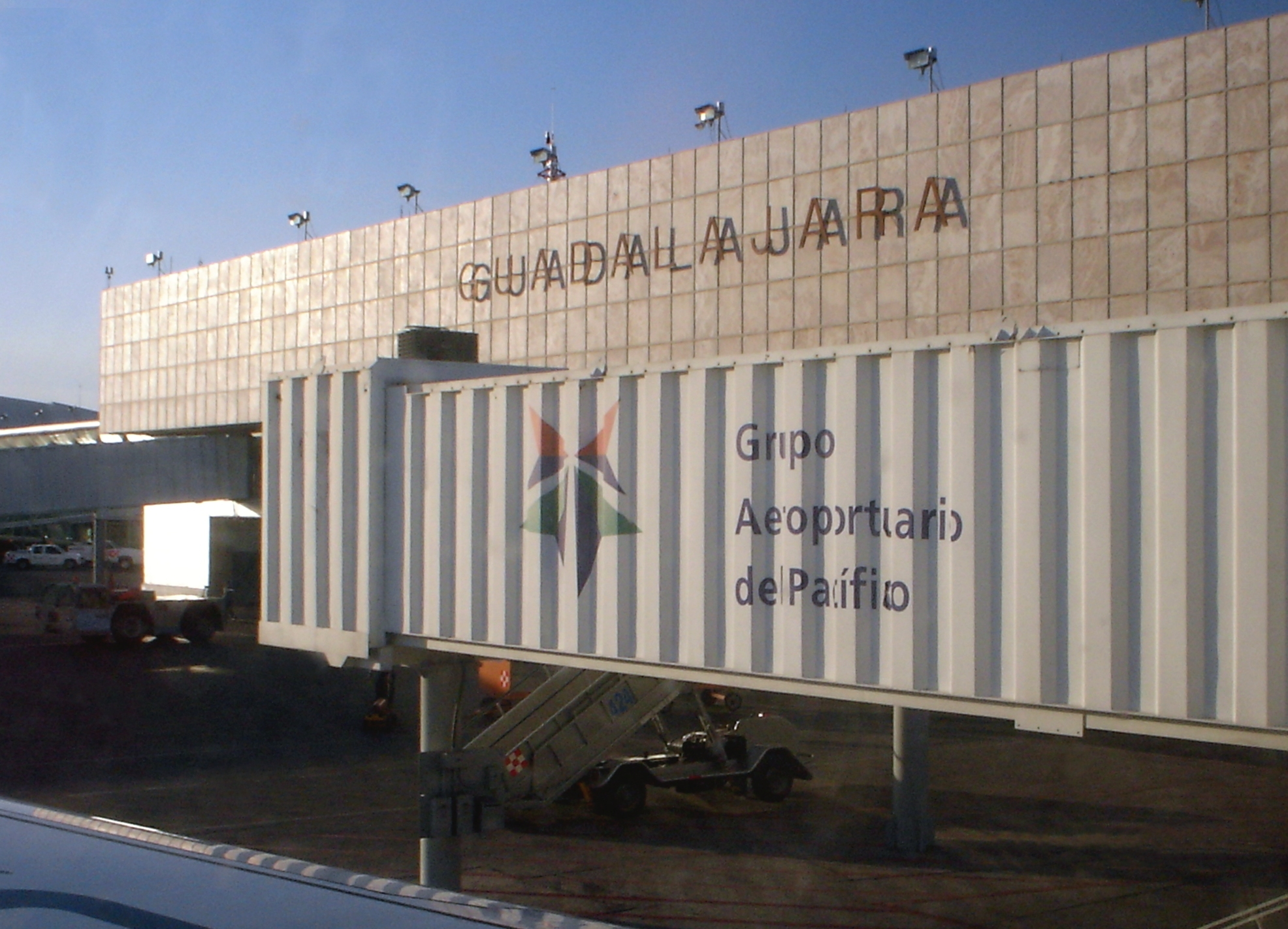
Aeropuerto Internacional de Guadalajara.

Es innegable la importancia del crecimiento de la infraestructura aérea, a pesar de las buenas comunicaciones terrestres en la entidad. Este incremento se ve reflejado no solo en cuanto al movimiento de pasajeros, sino también en el de transporte de exprés y carga. La aviación comercial comunica al Estado por medio de un importante número de compañías aéreas nacionales y extranjeras. Para ello cuenta con dos aeropuertos internacionales operados por el grupo aeroportuario del pacífico, el aeropuerto internacional de Guadalajara Don Miguel Hidalgo, el aeropuerto internacional de Puerto Vallarta Lic. Gustavo Díaz Ordaz, el aeropuerto nacional de Unión de San Antonio, Lic. Primo de Verdad y Ramos así como también una aeropista de mediano alcance en Colotlán, Tuxpan, Mascota y recientemente en Tomatlán.
El Aeropuerto Internacional de Guadalajara «Miguel Hidalgo», ubicado en el municipio de Tlajomulco de Zúñiga, se encuentra a 13 km de la ciudad de Guadalajara.
El transporte aéreo en el interior Estado toma también relevancia, ya que cubre las áreas en donde la comunicación terrestre se encuentra escasamente desarrollada. Este transporte de aeronaves pequeñas, se apoya en una terminal anexa al Aeropuerto Internacional de Guadalajara y en 63 aeropistas localizadas en los diversos destinos dentro del Estado, conectando a lugares como: Zapotlán el Grande, Talpa, La Barca, Mascota, Autlán, Barra de Navidad, entre otras.

### Comunicación marítima
Jalisco cuenta con un Puerto Marino: Puerto Vallarta, considerado tanto pesquero y de turismo, como de tráfico de altura; últimamente ha adquirido cierta importancia comercial. No obstante, la producción de Jalisco se mueve hacia los mercados exteriores a través del Puerto de Manzanillo localizado en el estado de Colima a 313 kilómetros de Guadalajara por la autopista Guadalajara-Colima, el cual proporciona servicios de altura y cabotaje. Con la reconstrucción y modernización del puerto mencionado, se asegura un tráfico marítimo más fluido y una protección y cuidado mayor a las mercancías.

### Telecomunicaciones y correos
Las telecomunicaciones han tenido un amplio desarrollo en los últimos años, estando Jalisco comunicado por la red nacional y con el resto del mundo.
El Estado cuenta con una eficiente red telegráfica y postal, así como con un amplio sistema telefónico que permita la comunicación fluida de mensajes, tanto al interior del Estado como al resto del país e internacionalmente, y con un sistema de radiocomunicación que permite integrar aquella área donde la instalación de otros servicios resulta demasiado onerosa.
La Zona Metropolitana de Guadalajara se encuentra unida a la red nacional e internacional de telmex y microondas que constituye la columna vertebral de las telecomunicaciones en el país, canalizado a través del sistema de servicios de teleseñalización, telecontrol, teleinformación y al sistema telefónico de larga distancia, lo que le ha permitido una comunicación mayor con otras grandes ciudades del interior del país y el resto del mundo.
En general todas las cabeceras municipales tienen servicio de correo, quedando por ser incorporadas algunas localidades debido al incremento en la población.

### Teléfonos
El servicio telefónico es la actividad que presenta más participación y mayor dinamismo en su crecimiento: (7.5% promedio anual del sector). En diciembre de 1997, la cobertura telefónica se incrementó en más de 51,000 líneas con respecto a 1996; en este último año quedaron digitalizadas el 100% de las líneas en la Zona Metropolitana de Guadalajara. El servicio se concentra en la parte central del Estado, principalmente en la Zona Metropolitana de Guadalajara que en marzo de 1998 absorbían 409,969 líneas residenciales instaladas, 61,259 líneas comerciales instaladas y contaban con 52,435 líneas disponibles. En las áreas rurales se ha visto incrementado el servicio, tratando de integrar a las zonas más aisladas, y en las urbanas, se considera suficiente para cubrir la demanda.
En 1998 en el Estado existían 13.47 líneas por cada mil habitantes.

## Cultura

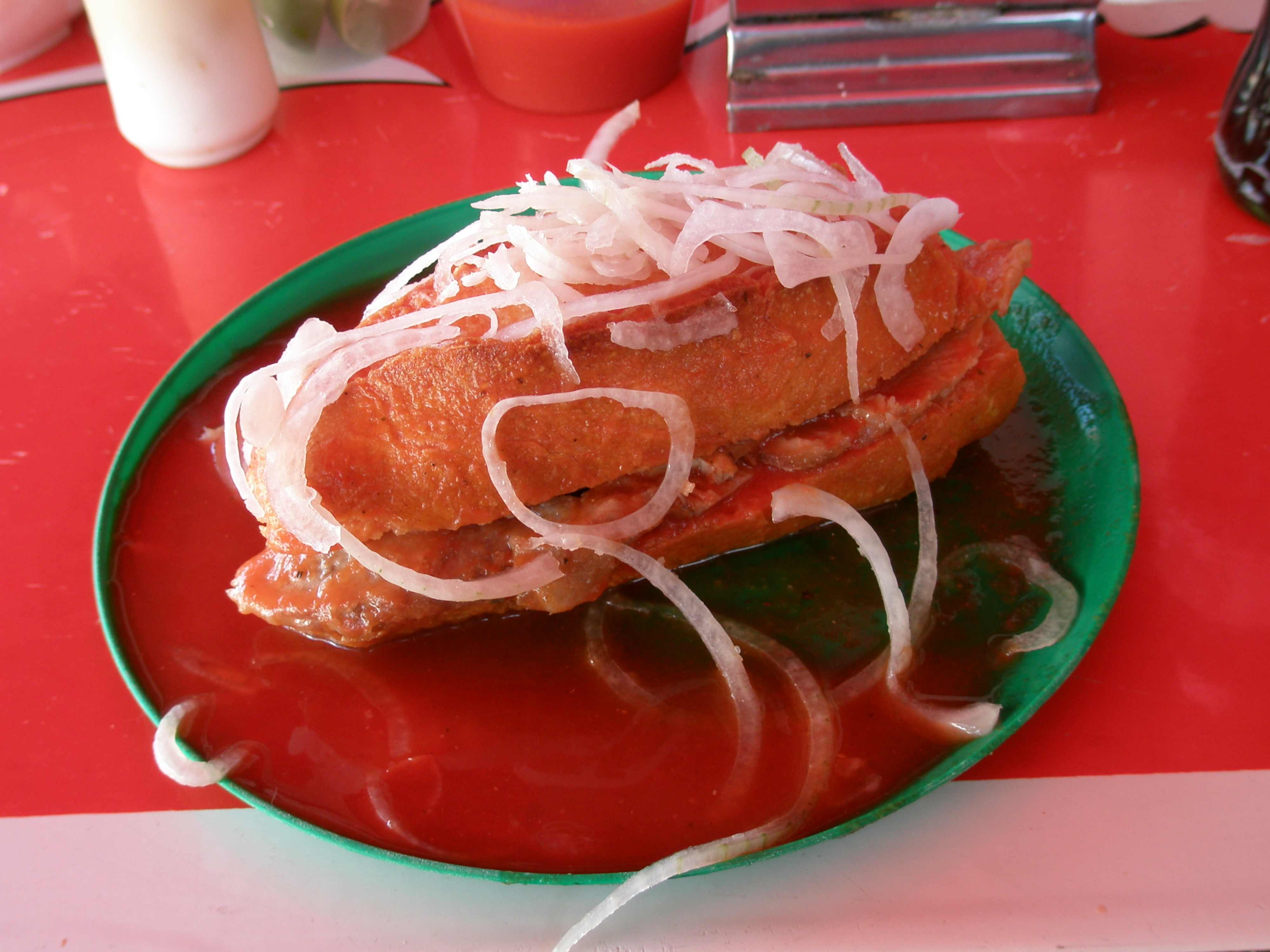
Torta ahogada, platillo típico tapatío.

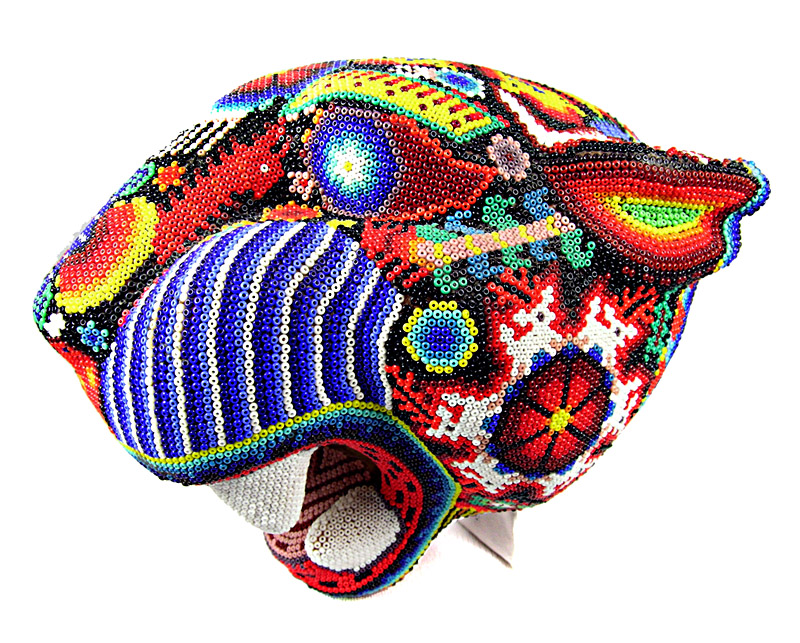
Arte de los huicholes de Jalisco.

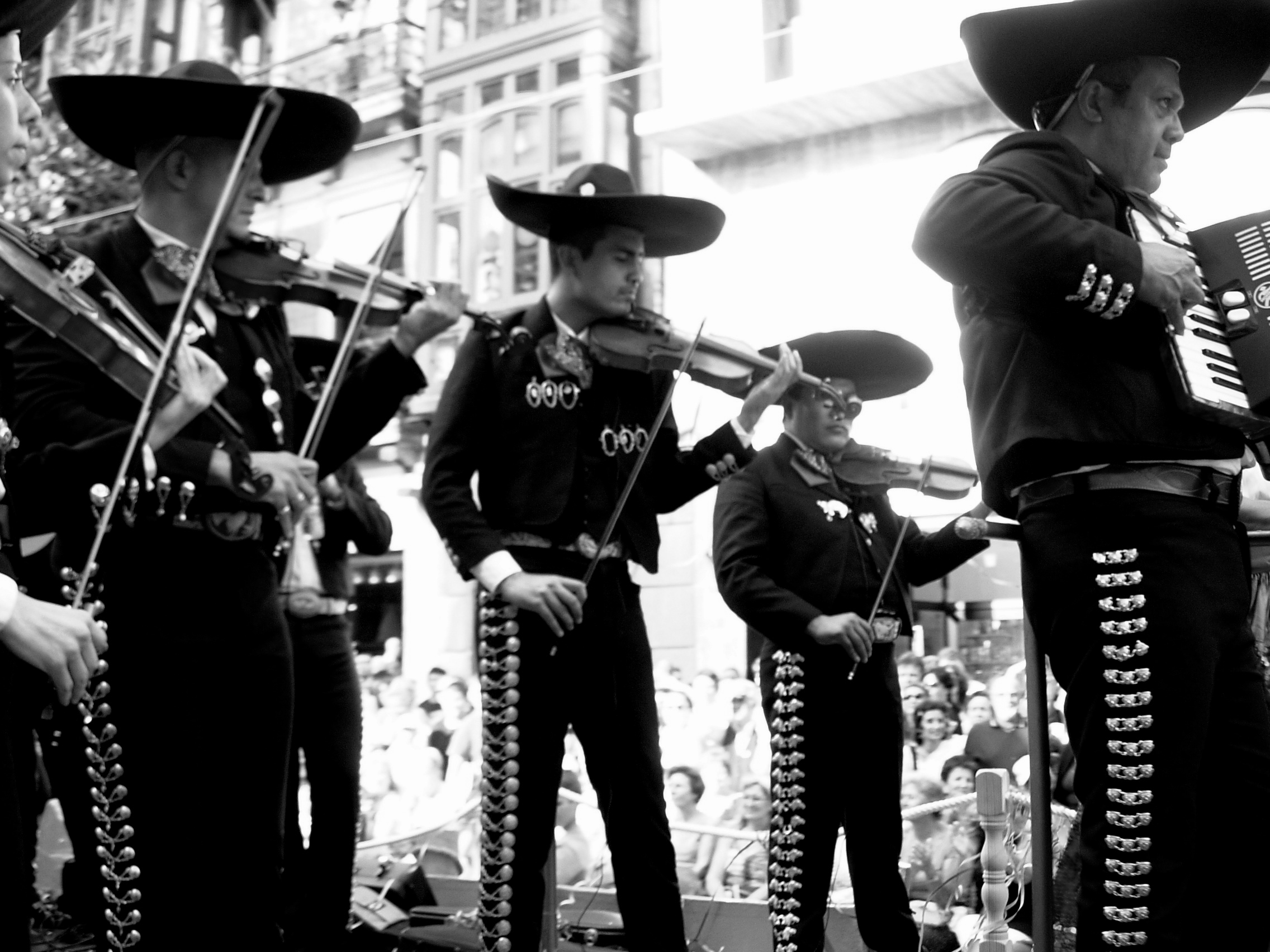
Mariachis típicos de Jalisco.

### Gastronomía
La cocina jalisciense ha contribuido ampliamente a dar fama internacional a la gastronomía mexicana. Los platillos jaliscienses tienen una relación directa con los productos locales como el maíz, el fríjol, la calabaza, el trigo, el agave y los árboles frutales.
Algunos de los platillos más representativos son: la birria, el pozole blanco o rojo, los sopes, el guacamole, frijoles charros, el menudo, las tortas ahogadas, la carne en su jugo, las enchiladas rojas y verdes, los tamales de elote, el borrego al pastor y los tamales de frijol entre mucha más variedad. Uno de los platillos que se han incorporado en las últimas décadas son los tacos al pastor, sobre todo en el municipio de Atotonilco el Alto, aunque el municipio de Arandas es también reconocido por sus tacos.
Entre sus dulces sobresalen el alfajor, palanquetas de cacahuate o pepitas de calabaza, cocadas, dulces en conserva, dulces de leche, la jericalla, perones enmielados rojos, algodones, buñuelos, camote y calabaza enmielada.
Mientras que en sus bebidas el tequila, aguamiel, pulque, tejuino y aguas frescas de horchata y de frutas naturales, marcan la distinción.
La cocina jalisciense es un espacio en el que se unen, por un lado la elaboración de platillos, en los que se distinguen los guisados, salsas, aún las más picantes, dulces y bebidas que se destacan por su apariencia y exquisito sabor, por otro lado los utensilios y productos necesarios para su preparación.

### Música
El mariachi es por excelencia un icono jalisciense y de la mexicanidad destacándose el más viejo e internacional " Mariachi Vargas de Tecalitlán ", cuyo fundador fue Silvestre Vargas.

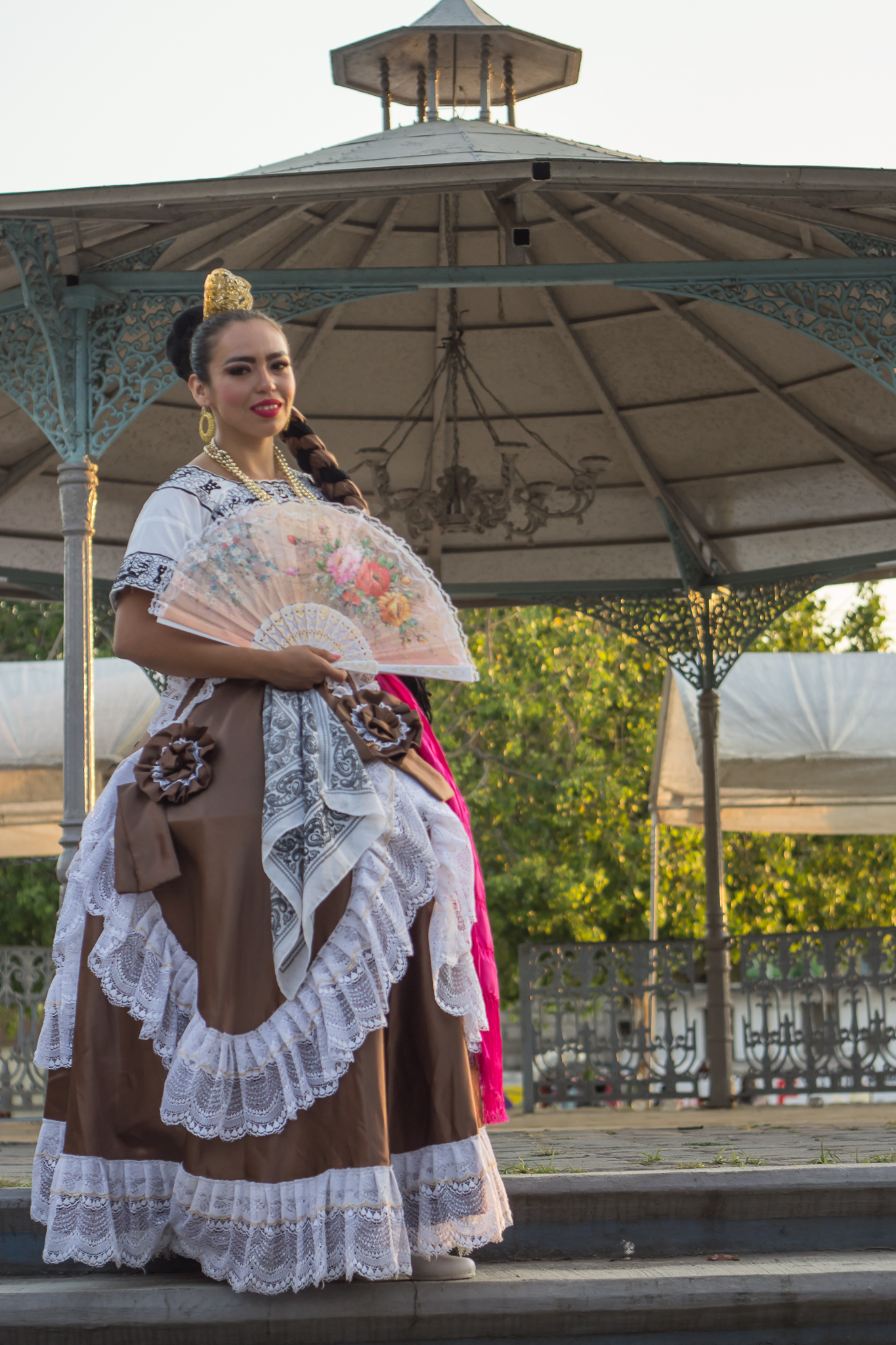
Bailarina con la Vestimenta típica de Jalisco.

### Traje típico
Es variable de acuerdo al municipio, pero es predominante en la totalidad de ellos, el traje de charro para los hombres y para las mujeres, el vestido de listones , ya que se utilizan algunas veces para bailar con esa vestimenta , como el Son de la Negra, la Culebra, el Tranchete, etc.

### Artesanía
En Jalisco se produce una gran variedad de artesanías que han dado fama a numerosos pueblos, como los equipales de Zacoalco de Torres, las conservas y lácteos de Tapalpa, los bordados y dulces de los Altos, los artículos de "pita" de Colotlán, la cerámica de Tlaquepaque y Tonalá, entre otras.
Los artículos artesanales son de tal belleza y calidad que han sido muy bien aceptados en el extranjero a donde se exportan.
Estos objetos son elaborados en talleres adaptados en las viviendas donde generalmente participa toda la familia y la técnica para su realización es transmitida de generación en generación.
Entre las artesanías encontramos: Ropa típica de vestir que tiene demanda internacional, joyería, huaraches y sandalias de playa, muebles de madera, curiosidades de conchas y alfarería, aretes y pulseras, anillos y collares de chaquira, alfarería, talabartería; sillas de montar, bordados de tela y pita en cinturones, fundas portanavajas, hebillas de cuero, morrales etc. (piteado), loza de barro, petates y canastas de carrizo, sombreros de soyate y palma, tejidos de lana (sarapes y gabanes), deshilados, rebozos, etc.

### Museos
Jalisco cuenta con numerosos museos temáticos, como el Museo Nacional del Tequila, en la ciudad de Tequila. El Museo muestra la historia de dicha bebida, y alberga también el archivo histórico de la ciudad. Muestra también exposiciones temporales de arte contemporáneo. El Museo Regional de la Cerámica ubicado en Tlaquepaque se fundó originalmente en 1954 por el Instituto Nacional de Antropología e Historia para promover y preservar las artesanías indígenas con énfasis en la cerámica.El Museo Interpretativo del Paisaje Agavero y la Minería de Magdalena, tiene como tema principal la historia y la minería y cuenta con una colección importante de restos de vestigios aztecas y piezas arqueológicas de la zona perteneciente a la tradición Teuchitlán y Guachimontones, como una sala de exposiciones de arte actual.

## Deportes

### Deportes tradicionales

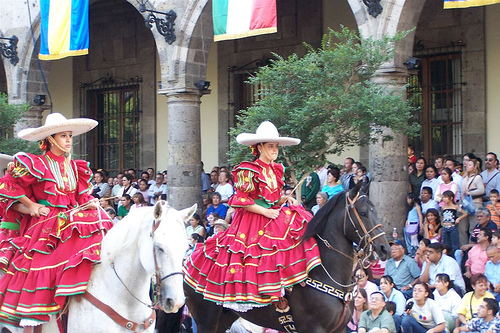
La charrería es considerado un deporte nacional en México y el emblema del estado de Jalisco.

Con frecuencia se dice que el deporte nacional de los mexicanos es la charrería, no se atribuye su origen dentro del estado pero si es el estado de Jalisco el que mayor emblema le ha dado a este deporte. Es derivado de las faenas de los caporales en las haciendas ganaderas. Su origen data de la época colonial, y se atribuye a Maximiliano de Habsburgo, segundo emperador de México, la creación del traje de charro en su forma definitiva. La práctica de la charrería está limitada a un sector muy pequeño de la población, debido al elevado costo de la manutención del caballo y de los aperos necesarios (indumentaria, accesorios). El reconocimiento como deporte nacional es más bien honorífico, porque como otros supuestos símbolos mexicanos, no tiene declaración oficial. La versión popular de la charrería es el jaripeo, presente en casi todas las fiestas de los pueblos.

### Deportes profesionales
El fútbol es el deporte con más afición en la entidad. Los dos clubes profesionales más populares son el Club Deportivo Guadalajara (Chivas) y Atlas de Guadalajara (Zorros), que se han destacado en la primera división mexicana y se enfrentan en el Clásico Tapatío. En tanto, los Leones Negros de la Universidad de Guadalajara y el Club Deportivo Tepatitlán de Morelos disputan actualmente la Liga de expansión, Los Tecos de la Universidad Autónoma de Guadalajara milita actualmente en la Serie A de México y el Club Deportivo Oro en la Liga TDP.
En cuanto al béisbol, los Charros de Jalisco han ganado la Liga Mexicana de Béisbol en 1967,1971 y 2018. En la temporada 2014-15 pasó a disputar la Liga Mexicana del Pacífico donde es el actual campeón.

#### Otros deportes y espectáculos
El boxeo y la lucha libre gozan igualmente de buena reputación. En la primera disciplina hay boxeadores jaliscienses, como Saúl "el Canelo" Álvarez.
La fiesta taurina es también muy seguida, sobre todo en el centro del país, siendo la plaza más importante la monumental plaza de toros de Guadalajara, también conocida como plaza de toros Nuevo Progreso, del arquitecto tapatío José Manuel Gómez Vázquez Aldana y otras plazas importantes como la de Jalostotitlán y Autlán de Navarro en sus carnavales.

### Participación de Jalisco en el mundo
Por otra parte, la ciudad de Guadalajara obtuvo ser sede de los Juegos Panamericanos de 2011 que se realizaron en octubre, siendo este el evento deportivo de mayor trascendencia e importancia en el continente americano.
De igual manera, Guadalajara ha sido sede del evento de fútbol más grande del orbe, el Mundial, pues tanto en el mundial México 1970 como en el de 1986 el estadio Jalisco albergó diversos partidos de dichas justas mundialistas.

## Estados hermanos
El estado ha firmado los siguientes acuerdos de hermanamiento:
- Maryland, Estados Unidos, firmado el 12 de octubre de 1993.[29]
- Manitoba, Canadá, firmado el 7 de febrero de 1995.[29]
- Idaho, Estados Unidos, firmado el 26 de febrero de 1996.[29]
- Provincia de Salamanca, España, firmado el 20 de enero de 2020.[29]